# Gérard Courant
Gérard Courant (Lyon, 4 de diciembre de 1951) es un director de cine, actor, y escritor cinematográfico francés.
Hijo del escritor e historiador René Courant, es uno de los directores más prolíficos del mundo cinematográfico, además de ser poeta y productor independiente. Ha creado, realizado y producido el Cinématon, la película más larga de la historia del cine con una duración 209 horas. Desde la década de 1970 ha rodado más de 7000 películas y ha realizado una larga serie de otros proyectos cinematográficos.

## Biografía
Courant dejó Lyon siendo muy joven, trasladándose primero a Valence, después a Saint-Marcellin y posteriormente a Dijon, tres ciudades a las que dedica diferentes películas como travers l'univers, L'Impossible retour, Saint-Marcellin vu par Gérard Courant, Burgundia o promenade dans les lieux de mon enfance dijonnaise.
En los años 70, mientras cursaba sus estudios de derecho en Dijon dirigió el Cine-club de la universidad, dedicando abundante espacio al cine de vanguardia (Jonas Mekas, Andy Warhol, Maya Deren, Stan Brakhage, Jean Genet, Gregory Markopoulos, etc.) y al cine independiente y comprometido (Philippe Garrel, Marguerite Duras, Werner Schroeter, Chantal Akerman, Luc Moullet, etc.).
En 1975 se marchó a París y se involucró en el Collectif Jeune Cinéma. Courant también trabajó como crítico cinematográfico en Cinéma y Art press entre 1977 y 1982, donde apoyó el cine libre e independiente.
Mediante la ayuda del director Patrice Kirchhofer realizó su primer cortometraje en 1976, titulado Guy Lux et les nonnes, y en 1977 vio la luz su primer largometraje de vanguardia y de carácter conceptual, Urgent ou à quoi bon exécuter des projets puisque le projet est en lui-même une jouissance suffisante, que obtuvo el premio especial del jurado del Festival de Jóvenes Autores de Belfort.
Posteriormente rodó numerosos largometrajes contemplativos (Aditya), líricos (Coeur bleu, Je meurs de soif, j'étouffe, je ne puis crier…), musicales (Vivre est une solution), hipnóticos (La Neige tremblait sur les arbres), repetetivos (She's a very nice lady), minimalistas (Amours décolorées) en los que entraban frecuentemente en escena mujeres estrellas del underground. Ha realizado también largometrajes conformados por imágenes fijas (Les Aventures d'Eddie Turley), remakes (Les Aventures d'Eddie Turley II), e imágenes en negativo (À propos de la Grèce). Rodó L'Ascension de Notre-Dame de la Garde  con un solo plano secuencia de una duración de una hora y 24 Passions, distribuido en 24 años. Se convirtió en un ciclista en Chambéry-Les Arcs, une velographie de Gérard Courant y en Inventaire filmé des rues de la Croix-Rousse à Lyon, introduciendo en una película las 195 carreteras del barrio donde nació.
El 7 de febrero de 1978 tuvo lugar en su antología cinematográfica el nacimiento del Cinématon, que consta en filmar a personalidades artísticas que tienen que someterse a las mismas reglas de representación: primer plano fijo y mudo que dura 3 minutos y 20 segundos (duración de un carrete de película en Super 8), y en los cuales pueden hacer todo lo que quieran frente a la cámara. Jean-Luc Godard, Wim Wenders, Fernando Arrabal, Félix Guattari, Joseph Losey, Horst Tappert, Nagisa Oshima, Ken Loach, Henri Laborit, Roberto Benigni, Samuel Fuller, Jean-François Lyotard, Philippe Sollers, Sergueï Paradjanov, Ben Vautier e Max Gallo son algunas de las 3165 personalidades que hasta día de hoy han participado en este juego cinematográfico. 
Paralelamente, y desde sus comienzos, rodó lo que él mismo bautizó como Carnets filmés, que están a medio camino entre documental de actualidad (al estilo de David Perlov, Alain Cavalier, Jonas Mekas, Joseph Morder e Boris Lehman) y galeradas o estudios pictóricos. Los Carnets filmés son archivos de cine que agrupan galeradas, reportajes y películas inacabadas. Existen 44 piezas filmadas en Super 8 y 400 en vídeo o con la cámara de un teléfono móvil. En 2021 la unión de todas estas películas tenía una duración de 521 horas. Jean Tulard escribió “es una mina inagotable para los historiadores” (guía de las películas, edición Robert Laffont).
Ha participado en retrospectivas integrales en Paris (Centre Pompidou, Cinémathèque française), New York, Toronto, Montreal, Hamburgo. Jean-Paul Aron dijo que los Cinématon son “la experiencia más útil y sencilla de todas las películas de la Nouvelle Vague” (Cinématon edición Henri Veyrier) y Arrabal hizo su predicción: cuando el cine desaparezca, los Cinematon sobrevivirán (Cinématon, edición Veyrier). Michel Foucault ve en esta antología una relación entre quien filma y quien está siendo filmado, habiendo entre ellos un “pacto de dolor-placer”. Philippe Sollers afirmó "Courant es un moralista" (Cinématon edición Veyrier). El Cinématon ha dado lugar a otras quince series acerca del cine, éstas también en proceso de producción. Algunos títulos son Portrait de groupe, Couple, Cinéma, Lire, De ma chambre d'hôtel... Para el escritor Dominique Noguez “Gérard Courant ha filmado el mundo de manera serial” (diccionario Larousse de cine).
Entre ficción y documental, ensayo y periódico, experimental y cine serial, Gérard Courant explora todas las posibilidades que el cine ofrece. Según Raphaël Bassan “Courant es uno de los descendientes más íntegros de los hermanos Lumière” (enciclopedia Universalis) y según Les Cahiers du cinéma después las películas realizadas: “Gérard Courant es el INA mismo” (Cahiers du cinéma, n°573). En efecto, dentro de un tercio de siglo,  Courant ha rodado acerca de 7200 películas-retrato y casi 1300 películas (el más corto dura 1 minuto y el más largo 209 horas). La duración total de todas sus películas se acerca a 950 horas.

## Filmografía como director
- 1967 : Un lycéen à Neufmoutiers-en-Brie. 4 min
- 1970 : Critérium du Dauphiné libéré 1970 (1ère étape). 3 min
- 1970 : Vent-pire. 3 min
- 1970 : Autour de Vent-pire. 1 min
- 1970 : Corps-Selle. 3 min
- 1970 : Ave, Patrick Topaloff. 1 min
- 1970 : (Daniel) Petit LU. 1 min
- 1970 : Le Fantôme des Arcades. 1 min
- 1970 : Rêveries d’un escaladeur solitaire. 1 min
- 1972 : Tour de France 1972 (13e et 14e étape). 4 min
- 1972 : Artémis. 4 min.
- 1974 : Ombres de silence. 3 min.
- 1975 : Philippe Garrel à Digne (Premier voyage) (Carnet filmé : 2 de mayo de 1975). 1 h y 43 min
- 1976 : Le Ciné-club universitaire de Dijon (Carnet filmé: 21 de enero de 1976). 35 min
- 1976 : Eugénie de Franval par Louis Skorecki (Carnet filmé : 14 de agosto de 1976). 59 min
- 1976 : Marilyn, Guy Lux et les nonnes. 10 min
- 1977 : MMMMM…. 3 min
- 1977 : Antonin Artaud, correspondance avec Jacques Rivière. 50 min
- 1977 : Urgent ou à quoi bon exécuter des projets puisque le projet est en lui-même une jouissance suffisante. 1 h y 38 min. Premio especial del jurado al Festival de Belfort 1977,
- 1977 : Aurore collective. (Carnet filmé : 1 de enero de 1971 - 31 de diciembre de 1977). 30 min
- 1977 : Sha-Dada. 5 min
- 1978 : Cinématon (serie cinematográfica empezada el 7 de febrero de 1978). 3165 retratos filmados. 211 h
- 1978 : Restez mince vivez jeune. 7 min
- 1978 : Rasage. 18 min
- 1978 : Travellings (serie cinematográfica en curso empezada en 1978). 180 piezas. 4 h
- 1978 : Vivre à Naples et mourir (entretien avec Werner Schroeter) (Carnet filmé : 20 de mayo de 1978). 1 h y 25 min
- 1978 : L'Âge doré. 3 min
- 1978 : Le Cinématon invisible de Raymonde Carasco. 4 min
- 1978 : L'Oeil omnidirectionnel de Michael Snow (Carnet filmé : 13 de diciembre de 1978). 1 h y 22 min
- 1978 : Le Contrebandier des profondeurs. (Carnet filmé : 1 de enero de 1978 - 31 de diciembre de 1978). 40 min
- 1979 : Le Cinéma selon Luc Moullet (Carnet filmé: 29 de enero de 1979). 1 h y 1 min
- 1979 : La Seule façon de rendre la vie excitante est de regarder la mort en face. 3 min y 30 s
- 1979 : De ma chambre d'hôtel. (serie cinematográfica en curso empezada en 1979). 72 piezas. 3 h y 30 min
- 1979 : Thé au bois. 3 min y 30 s
- 1979 : Hérésie pour Magritte I. 3 min y 30 s
- 1979 : Hérésie pour Magritte II. 3 min y 30 s
- 1979 : Hérésie pour Magritte III. 3 min y 30 s
- 1979 : Hérésie pour Magritte IV. 3 min y 30 s
- 1979 : Hérésie pour Magritte V. 3 min y 30 s
- 1979 : Hérésie pour Magritte VI. 3 min y 30 s
- 1979 : Hérésie pour Magritte VII. 3 min y 30 s
- 1979 : Hérésie pour Magritte VIII. 3 min y 30 s
- 1979 : Ocana, der engel der in der qualt singt. 10 min
- 1979 : Philippe Garrel à Digne (Second voyage) (Carnet filmé : 28 de abril de 1979). 56 min
- 1979 : Un sanglant symbole. 20 min
- 1979 : Shiva 5 min
- 1979 : Je meurs de soif, j'étouffe, je ne puis crier... 1 h y 5 min
- 1979 : Jardins clandestins (Carnet filmé : 1 de enero de 1979 - 31 de diciembre de 1979). 1 h y 23 min
- 1979 : Mes films commencent au moment où les autres se terminent (Conversation avec Teo Hernandez I) (Carnet filmé : 13 de noviembre de 1979). 1 h y 23 min
- 1980 : Un cinéaste qui ne tient pas la caméra est comme un peintre qui ne tient pas le pinceau (Conversation avec Teo Hernandez II) (Carnet filmé : 25 de enero de 1980). 1 h y 11 min
- 1980 : Aditya. 1 h y 5 min
- 1980 : Il faut le sauver ! (Entretien avec Werner Schroeter) (Carnet filmé: 8 de marzo de 1980). 59 min
- 1980 : Mon sang pécheur ruisselle ardent. 10 min
- 1980 : Cœur bleu. 1 h y 25 min
- 1980 : Vivre est une solution. 1 h y 17 min
- 1980 : Cocktail Morlock (ou : Encore un pernod, Yves). 25 min
- 1981 : Discussion Morlock (Carnet filmé: 10 de enero de 1981). 25 min
- 1981 : Tu vois mon fils, l’espace ici naît du temps. 16 min
- 1981 : Le Faux Cinématon de Yann Andréa filmé par Marguerite Duras. 4 min
- 1981 : C'est Salonique. 24 min
- 1981 : Khrónos 1981 (Carnet filmé : 7 de mayo de 1981 – 10 de mayo de 1981). 1 h y 38 min
- 1981 : Spoonful. 1 h 22 min
- 1981 : La Neige tremblait sur les arbres. 1 h y 19 min
- 1981 : Michel Foucault Werner Schroeter, la conversation (Carnet filmé: 3 de diciembre de 1981). 1 h y 30 min
- 1981 : Baignoire. 42 min
- 1981 : Plus mon Loir gaulois que le Tibre latin (Carnet filmé : 19 de diciembre de 1981 - 20 de diciembre de 1981). 2 h y 3 min
- 1981 : Chemins intermédiaires (Carnet filmé : 1 de enero de 1980 - 31 de diciembre de 1981). 1 h y 28 min
- 1982 : Dévotion. 18 min
- 1982 : Le Blanc cassé (Carnet filmé : 10 de enero de 1982). 1 h y 23 min
- 1982 : Je marche à peine et je suis déjà loin. 14 min
- 1982 : She's a very nice lady. 1 h y 30 min
- 1982 : Archive Morlock : mai 1982 (Manifestation C.F.D.T.). 3 min y 30 s
- 1982 : Archive Morlock : mai 1982 (Manifestation C.G.T.). 3 min y 30 s
- 1982 : Passions (entretien avec Philippe Garrel I) (Carnet filmé : 6 de junio de 1982) 1 h y 32 min
- 1982 : Attention poésie (entretien avec Philippe Garrel II) (Carnet filmé : 8 de junio de 1982) 1 h y 30 min
- 1982 : L'art, c'est se perdre dans les châteaux du rêve (entretien avec Philippe Garrel III) (Carnet filmé: 13 de junio de 1982) 2 h y 8 min
- 1982 : L'oeuvre d'art est utile car elle consolide notre liberté (entretien avec Philippe Garrel IV) (Carnet filmé: 18 de junio de 1982). 2 h y 31 min
- 1982 : Jean Seberg, Philippe Garrel et Les Hautes solitudes (Carnet filmé: 2 de mayo de 1975 – 18 de junio de 1982). 34 min
- 1982 : Bulle Ogier sur Radio Ark en Ciel (Carnet filmé: 29 de junio de 1982). 1 h y 2 min
- 1982 : Joseph Morder sur Radio Ark en Ciel (Carnet filmé: 6 de julio de 1982). 53 min
- 1982 : Teo Hernandez sur Radio Ark en Ciel (Carnet filmé: 20 de julio de 1982). 59 min
- 1982 : Montagnes endormies (Carnet filmé : 1 de enero de 1982 - 31 de diciembre de 1982). 1 h y 35 min
- 1983 : Genova Genova. 24 min
- 1983 : Il Gergo inquieto (Carnet filmé : 10 de febrero de 1983 – 13 de febrero de 1983). 1 h y 32 min
- 1983 : L’Hiver a fui, l’avril est là. 16 min
- 1983 : Printemps météore (Carnet filmé : 1 de enero de 1983 - 18 de mayo de 1983). 1 h y 25 min
- 1983 : Le Naufragé et le prisonnier (Carnet filmé : 24 de mayo de 1983 - 26 de junio de 1983). 1 h y 20 min
- 1983 : Le Voyageur sans ombre (Carnet filmé : 29 de junio de 1983 - 6 de agosto de 1983). 1 h y 13 min
- 1983 : Notes préparatoires pour À propos de la Grèce (Carnet filmé : 10 de agosto de 1983 - 10 de septiembre de 1983). 1 h y 27 min
- 1983 : Esquisses helléniques pour À propos de la Grèce (Carnet filmé : 10 de agosto de 1983 - 14 de septiembre de 1983). 1 h y 9 min
- 1983 : Crépuscules crétois (26 de agosto de 1983 - 27 de agosto de 1983). 44 min.
- 1983 : Arcipelago (31 de agosto de 1983). 43 min.
- 1983 : Sifnos (1 de septiembre de 1983 - 4 de septiembre de 1983). 1 h y 5 min.
- 1983 : Santorin (10 de septiembre de 1983 - 12 de septiembre de 1983). 1 h y 48 mi.
- 1983 : L'Arbre de la vie (Carnet filmé : 15 de septiembre de 1983 - 30 de noviembre de 1983). 1 h y 15 min
- 1983 : Le Monde impatient (Carnet filmé : 1 de diciembre de 1983 - 31 de diciembre de 1983). 1 h
- 1984 : Berlin-Ouest - Berlin-Est. 4 min.
- 1984 : Boulevard Saint-Germain. 6 min.
- 1984 : Gare. (serie cinematográfica en curso empezada en 1984) 95 vues. 1 h y 38 min
- 1984 : La Valse de Vienne (Carnet filmé : 14 de marzo de 1984 - 16 de marzo de 1984). 50 mn.
- 1984 : Die Reise nach Wien (Carnet filmé : 13 de marzo de 1984 - 18 de marzo de 1984). 1 h y 14 min.
- 1984 : Entre 15 h 15 et 15 h 25. 11 mn.
- 1984 : Mourir, mourir, unique grâce ! 15 min
- 1984 : Mort de trois présidents à vie. 3 min y 30 s
- 1984 : Les Vivants et les morts (Carnet filmé : 1 de enero de 1984 - 31 de marzo de 1984). 1 h y 30 min
- 1984 : La Marche du temps. (Carnet filmé : 1 de abril de 1984 - 31 de diciembre de 1984). 1 h y 15 min
- 1985 : Ne sais-tu pas quel est ce jour sacré ? 2 min
- 1985 : À propos de la Grèce. 1 h y 30 min
- 1985 : Portrait d’Alexander Kluge dans son bureau de Munich. 3 min y 30 s
- 1985 : Portrait de groupe. (serie cinematográfica en curso empezada en 1985). 269 retratos filmados. 20 h
- 1985 : Couple. (serie cinematográfica en curso empezada en 1985). 187 retratos filmados. 9 h
- 1985 : Nuits transparentes. (Carnet filmé : 1 de enero de 1985 - 31 de diciembre de 1985). 1 h y 28 min
- 1986 : Un jour l’hiver finira (Carnet filmé : 17 de marzo de 1986 – 24 de marzo de 1986). 1 h y 2 min
- 1986 : Oh ! Peine ! Peine sans égale ! 14 min
- 1986 : Le Jour où TF1 m’a cinématonné. 4 min
- 1986 : Trio. (serie cinematográfica en curso empezada en 1986). 19 retratos filmados. 1 h y 20 min
- 1986 : Lire. (serie cinematográfica en curso empezada en 1986). 81 retratos filmados. 6 h, coronado por la Académie française.
- 1986 : Avec Mariola. 32 min
- 1986 : Les Jours et les nuits. (Carnet filmé : 1 de enero de 1986 - 31 de diciembre de 1986). 1 h y 15 min
- 1987 : Délivre le monde si c’est ton sort. 15 min
- 1987 : Les Aventures d'Eddie Turley. 1 hora y 30 min
- 1987 : Le Passeur immobile (Carnet filmé : 1 de enero de 1987 - 31 de diciembre de 1987) 1 h y 20 min
- 1988 : Le Jour où Antenne 2 m’a cinématonné. 4 min
- 1988 : Montre-moi si vraiment du ciel tu es l’élu. 14 min
- 1988 : Archive Morlock : mai 1988 (Manifestation C.F.D.T.). 3 min y 30 s
- 1988 : Archive Morlock : mai 1988 (Manifestation C.G.T.). 3 min y 30 s
- 1988 : Et si on jouait ? (Carnet filmé : 20 de octubre de 1988 - 25 de octubre de 1988). 28 min
- 1988 : Nuages de soie. 1 min
- 1988 : Solitude perdue. 2 min
- 1988 : Sur la route... de Digne à Nice. 4 min.
- 1988 : L'Artifice et le factice. (Carnet filmé : 1 de enero de 1988 - 31 de diciembre de 1988). 2 h
- 1989 : Est-ce là l’effet du Saint Jour ? 10 min
- 1989 : Double jeu (Carnet filmé : 1 de enero de 1989 - 31 de diciembre de 1989) 1 h y 8 min
- 1990 : Oh ! Plainte ! Plainte ! Plainte effroyable. 10 min
- 1990 : Boudou prend son bain. 3 min
- 1990 : Cinématou (serie cinematográfica en curso empezada en 1990). 13 retratos filmados. 50 min
- 1990 : Histoires ordinaires (Carnet filmé : 1 de enero de 1990 - 31 de diciembre de 1990). 1 h y 28 min
- 1991 : Oh ! Jour des grâces sans pareilles. 13 min
- 1991 : Mes Lieux d’habitation (serie cinematográfica en curso empezada en 1991). 1 h y 2 min
- 1991 : Cinéma (serie cinematográfica en curso empezada en 1991) 82 vues. 5 h 45 min
- 1991 : Cinécabot (serie cinematográfica en curso empezada en 1991). 5 portraits filmés. 20 min
- 1991 : Le Nouvel hiver (Carnet filmé : 1 de enero de 1989 - 31 de diciembre de 1991). 1 h y 50 min
- 1992 : Régis Audigier, le Christ de Burzet (Carnet filmé : 12 de abril de 1992 – 17 de abril de 1992). 1 h y 6 min
- 1992 : Burzet (Carnet filmé : 14 de abril de 1992 – 17 de abril de 1992). 52 min
- 1992 : Solange et Jean Mounier, Véronique et le centurion de Burzet (Carnet filmé : 14 de abril de 1992). 32 min
- 1992 : Gaston Hilaire, l’ancien centurion de Burzet (Carnet filmé : 15 de abril de 1992 – 17 de abril de 1992). 36 min
- 1992 : Bernard de Chanaleilles, le Simon de Cyrène de Burzet (Carnet filmé : 16 de abril de 1992). 36 min
- 1992 : Lui-même ! Le voici ! Voyez ! 6 min
- 1992 : La Terre des vivants (Carnet filmé : 1 de enero de 1992 - de 30 de junio de 1992). 1 h y 7 min
- 1992 : Travelling (Carnet filmé : 1 de julio de 1992 - 31 de diciembre de 1992). 1 h y 3 min
- 1993 : Vers lui mon coeur souffrant aspire. 5 min
- 1993 : Vie (Carnet filmé : 1 de enero de 1993 - 31 de diciembre de 1993). 1 h y 5 min
- 1993 : Petit traité de chevalerie Morlock en vélocipède. 10 min
- 1994 : Prenez mon sang, prenez mon corps, en souvenir de moi ! 7 min
- 1994 : Ponts routiers de la Seine à Paris. 22 min
- 1994 : Inventaire filmé des rues de Saint-Maurice (Val-de-Marne, France). 40 min
- 1994 : Le Passager solitaire (Carnet filmé : 1 de enero de 1994 - 31 de diciembre de 1994). 1 h y 40 min
- 1995 : Tu vis maintenant à jamais. 7 min
- 1995 : Compression de Alphaville. 4 min
- 1995 : Compression de À bout de souffle. 4 min
- 1995 : Compression de Niagara. 4 min
- 1995 : Compression The Chimp. 2 min
- 1995 : Le Vrai faux Cinématon d'Agnès Soral. 4 min
- 1995 : De ma voiture. 1 h 18 min
- 1995 : Le Passé retrouvé (Carnet filmé : 1 de enero de 1995 - 20 de mayo de 1995). 1 h y 47 min
- 1995 : Du Marché de la Poésie à Radio Aligre (25 de junio de 1995 - 29 de junio de 1995). 51 min.
- 1995 : Itinéraires héréditaires (Carnet filmé : 21 de mayo de 1995 - 8 de noviembre de 1995). 1 h y 45 min
- 1996 : Tes-tu perdu ? Dois-je te conduire ? 5 min
- 1996 : Velo Love (Carnet filmé: 1 de julio de 1996 - 3 de julio de 1996). 1 h y 32 min
- 1996 : Coude à coude (Carnet filmé: 5 de julio de 1996 - 6 de julio de 1996). 2 h y 3 min
- 1996 : Olivier Dazat ou l'amour du vélo (Carnet filmé : 10 de julio de 1996). 50 min
- 1996 : Janine Anquetil la dame blonde (Carnet filmé : 10 de julio de 1996). 1 h y 18 min
- 1996 : Chambéry-Les Arcs, une vélographie de Gérard Courant 1 h y 14 min
- 1996 : Chambéry-Les Arcs, une vélographie de Gérard Courant (Tráiler). 2 min
- 1996 : Une cérémonie secrète (Carnet filmé : 22 de septiembre de 1996). 49 min
- 1996 : Le Ciel écarlate (Carnet filmé : 8 de noviembre de 1995 - 22 de septiembre de 1996). 1 h y 43 min
- 1997 : Tu baignes mes pieds d’eau pure, mais que l’ami me lave le front ! 5 min
- 1997 : Amours décolorées. 1 hora y 20 min
- 1997 : Voyage au centre du monde (Carnet filmé : 16 de marzo de 1997 - 17 de abril de 1997). 1 h y 10 min
- 1997 : Joseph Morder filme le défilé du Premier Mai (Carnet filmé : 1 de mayo de 1997). 47 min
- 1997 : Mongibello (Carnet filmé : 29 de octubre de 1996 – 14 de noviembre de 1997). 58 min
- 1998 : Sur sa croix mon sang divin coula. 5 min
- 1998 : Toronto 1998 (Carnet filmé : 28 de abril de 1998). 1 h y 2 min
- 1998 : Le Nouveau désert (Carnet filmé : 29 de octubre de 1996 - 31 de diciembre de 1998). 1 h y 25 min
- 1999 : Oh ! Quel miracle sans pareil ! 4 min
- 1999 : Le Journal de Joseph M. 59 min
- 1999 : Le Chemin de Resson: Joseph Morder rend visite à Marcel Hanoun (Carnet filmé: 7 de mayo de 1999). 44 min
- 1999 : Le Tournage du Cinématon n°1968 de Joseph Morder. 4 min
- 1999 : Zanzibar à Saint-Sulpice. 9 min
- 1999 : J. M. (version courte de Le Journal de Joseph M. ). 37 min
- 1999 : Derrière la nuit (Carnet filmé : 1 de enero de 1999 - 31 de diciembre de 1999).1 h y 22 min
- 2000 : Vous avez dit Cinématon ? 4 min
- 2000 : L’Homme des roubines. 55 min
- 2000 : Luc Moullet, encore un effort pour être cinématonné. 4 min
- 2000 : Antonietta Pizzorno chante Luc Moullet (Carnet filmé : 19 de agosto de 2000). 48 min
- 2000 : Marie-Christine Questerbert raconte Luc Moullet (Carnet filmé : 13 de agosto de 2000 - 20 de agosto de 2000). 36 min
- 2000 : Iliana Lolich fait l’éloge de Luc Moullet (Carnet filmé : 17 de agosto de 2000 - 20 de agosto de 2000). 19 min
- 2000 : Tout est brisé (Carnet filmé : 1 de enero de 2000 - 31 de diciembre de 2000). 1 y 20 min
- 2001 : 2000 Cinématons. 1 h y 33 min
- 2001 : Florence Loiret-Caille, Cinématon n° 2013 (Carnet filmé : 17 de enero de 2001). 30 min
- 2001 : Vincent Nordon raconte Straub, Huillet, Pialat et Cinématon (Carnet filmé : 18 de enero de 2001). 59 min
- 2001 : Luc Moullet, enfin cinématonné ? 4 min
- 2001 : Lucia Sanchez, Cinématon n° 2014 (Carnet filmé : 24 de enero de 2001). 24 min
- 2001 : Place Saint-Michel (Carnet filmé : 23 de enero de 2001). 51 min
- 2000 : Mon sang fuit sauvage et déborde. 11 min
- 2001 : Oh peine ! Oh jour du deuil profond. 13 min
- 2001 : Le Pharaon à Lyon (Carnet filmé : 4 de febrero de 2001 – 21 de junio de 2001). 51 min
- 2001 : Route d'argent (Carnet filmé : 24 de junio de 2001 - 8 de julio de 2001). 1 h y 20 min
- 2001 : Quand reverrai-je mon petit village  ? (Carnet filmé : 21 de octubre de 2001 – 27 de diciembre de 2001). 42 min
- 2001 : Cinématé ! 4 min
- 2001 : Encore cinématé ! 4 min
- 2001 : Cinématé avec Jacques Monory. 4 min
- 2001 : Cinématé avec Jean-Marie Straub. 3 min
- 2001 : Cinématé avec Volker Schlöndorff. 3 min.
- 2001 : Cinématé avec Vincent B. 4 min.
- 2001 : Cinématé avec Maruschka Detmers. 3 min.
- 2001 : Cinématé avec Roberto Benigni. 3 min.
- 2001 : Cinématé avec Féodor Atkine. 2 min.
- 2001 : Cinématé avec Jean-Luc Godard. 2 min.
- 2001 : Cinématé avec Serge Merlin. 4 min.
- 2001 : Cinématé avec Wim Wenders. 4 min.
- 2001 : Cinématé avec Simon de la Brosse. 2 min.
- 2001 : Cinématé avec Galaxie Barbouth. 4 min.
- 2001 : Cinématé avec Philippe Sollers. 2 min.
- 2001 : Cinématé avec Dominique Noguez. 4 min.
- 2001 : Cinématé avec Juliet Berto. 4 min.
- 2001 : Cinématé avec Yves Mourousi. 2 min.
- 2001 : Cinématé avec Fernando Arrabal. 2 min.
- 2001 : Cinématé avec Robert Kramer. 2 min.
- 2001 : Cinématé avec Gérard Jugnot. 2 min.
- 2001 : Cinématé avec Noël Godin. 2 min.
- 2002 : Qui me commande de vivre ? 9 min.
- 2002 : Archive Morlock : Élection présidentielle 2002. 3 min.
- 2002 : Périssable paradis. 1 h y 10 min.
- 2002 : Périssable paradis II (Notes pour un monde nouveau) (Carnet filmé : 2 de septiembre de 2002 - 4 de septiembre de 2002). 1 h y 21 min.
- 2002 : La Cipale d'Arnaud Dazat (Carnet filmé: 4 de septiembre de 2002). 31 min.
- 2002 : Inventaire filmé des rues de la Croix-Rousse à Lyon. 54 min.
- 2002 : Zones césariennes (Carnet filmé : 1 de enero de 2002 - 31 de diciembre de 2002). 48 min.
- 2003 : Seul mon trépas vous importe ? 20 min.
- 2003 : Autour de 24 Passions (Carnet filmé : 18 de abril de 2003) 32 min.
- 2003 : Une semaine sainte (Carnet filmé : 15 de abril de 2003 - 18 de abril de 2003). 1 h y 1 min.
- 2003 : Zythum. 3 min.
- 2003 : 24 Passions. 1 h y 15 min.
- 2003 : Car seuls les nouveaux Dieux ont mordu la pomme de l'amour (Carnet filmé : 1 de enero de 2003 – 31 de diciembre de 2003). 1 h y 1 min.
- 2004 : D'où nous viens-tu ? 1 min.
- 2004 : Archive Morlock : 1.er mai 2004 (Manifestation C.G.T.). 6 min.
- 2004 : Les Saisons et les jours (Carnet filmé: 24 de noviembre de 2003 - 7 de julio de 2004). 1 h y 8 min.
- 2004 : Marsiho (Journal du FID 2004) (Carnet filmé : 3 de julio de 2004 - 5 de julio de 2004). 2 h y 4 min.
- 2004 : Lisa et Rose-Anaël (Carnet filmé : 29 de julio de 2004). 30 min.
- 2004 : Causerie d'un Martien en exil à Lyon (Carnet filmé : 26 de julio de 2004). 52 min.
- 2004 : Un été amoureux (Carnet filmé : 8 de agosto de 2004 - 17 de septiembre de 2004). 1 h y 1 min.
- 2004 : Délices lointains (Carnet filmé : 1 de enero de 2004 – 31 de diciembre de 2004). 2 h y 5 min.
- 2004 : Exposicion (Journal du Mexique) (Carnet filmé : 23 de octubre de 2004 – 11 de noviembre de 2004). 2 h y 4 min.
- 2004 : Augusto Luis et Maria Emma. 8 min.
- 2004 : Décrochage radio (Carnet filmé: 4 de diciembre de 2004 - 7 de diciembre de 2004). 1 h y 8 min.
- 2004 : Le Roi Artur et son Pop-club (Carnet filmé: 8 de diciembre de 2004). 1 h y 2 min.
- 2004 : Le Festival des Cinémas différents offre une carte noire à Dominique Noguez (Carnet filmé: 10 de diciembre de 2004). 49 min.
- 2005 : Les Cinématons au cinéma Caméo de Metz (Carnet filmé: 11 de enero de 2005). 52 min.
- 2005 : À propos de Guy Gilles et Zanzibar sur Radio Campus (Carnet filmé: 23 de enero de 2005). 1 h y 1 min.
- 2005 : Yvette Courant (Carnet filmé: 28 de enero de 2005). 1 h y 48 min.
- 2005 : Zouzou à Saint-Denis (Carnet filmé : 5 de febrero de 2005). 44 min.
- 2005 : Événement (Carnet filmé : 26 de febrero de 2005). 49 min.
- 2005 : Une rencontre avec les élèves de première du lycée Guist’hau de Nantes (Année 2004-2005) (Carnet filmé: 9 de marzo de 2005). 1 h 13 min.
- 2005 : Une rencontre avec les étudiants de Ciné-Sup 1 du lycée Guist’hau de Nantes (Année 2004-2005) (Carnet filmé: 10 de marzo de 2005). 1 h 36 min.
- 2005 : Bavardages (Carnet filmé: 9 de marzo de 2005 - 11 de marzo de 2005). 1 h y 8 min.
- 2005 : À travers l'univers. 1 h y 19 min.
- 2005 : Les Chutes de Saint-Marcellin (Carnet filmé : 30 de julio de 2004 – 25 de agosto de 2005). 1 h y 2 min.
- 2005 : Marselha (Journal du FID 2005) (Carnet filmé : 2 de julio de 2005 - 6 de julio de 2005). 1 h y 21 min.
- 2005 : Jean-Pierre Gorin, encore un effort pour être cinématonné. 4 min.
- 2005 : Portrait d'Yvette Courant en téléphage. 7 min.
- 2005 : Destination Fourvière (Carnet filmé : 5 de octubre de 2005). 1 h y 28 min.
- 2005 : Lugdunum (Journal du festival Doc en Courts 2005) (Carnet filmé : 6 de octubre de 2005 - 8 de octubre de 2005). 1 h y 38 min.
- 2005 : Les Restes d’un monde nouveau (Carnet filmé : 11 de noviembre de 2005 – 22 de noviembre de 2005). 2 h y 1 min.
- 2005 : Passions immortelles (Carnet filmé: 23 de abril de 2005 - 26 de noviembre de 2005). 1 h y 37 min.
- 2005 : Cinématons en campagne (Carnet filmé: 9 de diciembre de 2005 – 10 de diciembre de 2005). 1 h y 3 min.
- 2006 : Rédemption au rédempteur ! 9 min.
- 2006 : Un monde nouveau. 1 h y 5 min.
- 2006 : Made in Paris. 3 min y 30 s.
- 2006 : Là-bas (Carnet filmé : 1 de enero de 2005 – 26 de agosto de 2006). 1 h y 10 min.
- 2006 : Là-bas II (Carnet filmé: 1 de enero de 2005 - 26 de agosto de 2006). 1 h y 10 min.
- 2006 : Un atelier cinéma avec les étudiants de Ciné Sup 1 du lycée Guist'hau de Nantes (année 2005/2006) (Carnet filmé : 5 de enero de 2006). 1 h y 37 min.
- 2006 : Interviews (Carnet filmé : 31 de enero de 2006 - 15 de marzo de 2006). 1 h y 15 min.
- 2006 : Un débat À travers l'univers (Carnet filmé : 30 de marzo de 2006). 1 h y 30 min.
- 2006 : Super 8 Paradise (Carnet filmé: 17 de abril de 2006 – 7 de junio de 2006). 1 h y 7 min.
- 2006 : Benjamin Chanut, coureur cycliste indépendant dans les années 1950 (Carnet filmé : 3 de junio de 2006). 1 h y 4 min.
- 2006 : Maurice Izier, coureur cycliste professionnel dans les années 1960 (Carnet filmé: 3 de junio de 2006). 1 h.
- 2006 : Boris Lehman à Valence. 3 min.
- 2006 : Lisa Rovner ce Cinématon qui faillit être le dernier. 5 min.
- 2006 : En effet, cher Pierre Rissient, ceci aurait dû être votre Cinématon. 4 min.
- 2006 : Toussaint en juin (Carnet filmé: 12 de junio de 2006 – 19 de junio de 2006). 1 h y 3 min.
- 2006 : L'ascension de Notre-Dame de la Garde et la descente vers le Vieux-Port de Marseille (Carnet filmé : 23 de septiembre de 2006). 1 h y 2 min.
- 2006 : Teo Hernandez à Paris (Carnet filmé: 20 de octubre de 2006). 55 min.
- 2006 : Notes Lyonnaises I (2002-2006) (Carnet filmé: 29 de noviembre de 2002 – 2 de noviembre de 2006). 2 h y 12 min.
- 2006 : Crime contre le cinéma (Carnet filmé: 25 de septiembre de 2006 – 2 de diciembre de 2006). 1 h y 40 min.
- 2007 : Je crois avoir vu clair en toi. 40 min.
- 2007 : Compression du Journal de Joseph M. 3 min.
- 2007 : Deux ou trois choses que je sais de Joseph Morder. 10 min.
- 2007 : Vagues barbares (Carnet filmé : 25 de diciembre de 2006 - 21 de enero de 2007). 51 min.
- 2007 : Jean-François Gallotte fait son cirque sur Zaléa TV (Carnet filmé : 26 de enero de 2007). 1 h y 2 min.
- 2007 : Sortie du port de Marseille en direction des îles du Frioul. 2 min y 40 s.
- 2007 : Voyage dans les îles du Frioul (Carnet filmé : 23 de febrero de 2007). 42 min.
- 2007 : Alicudi 1 Bella (Carnet filmé : 24 de abril de 2007). 1 h y 19 min.
- 2007 : Alicudi 2 Selvaggia (Carnet filmé : 25 de abril de 2007). 1 h y 7 min.
- 2007 : Alicudi 3 Lontana (Carnet filmé : 26 de abril de 2007). 1 h y 19 min.
- 2007 : Cendre et lumière (Carnet filmé: 24 de abril de 2007 – 26 de abril de 2007). 1 h y 7 min.
- 2007 : Rituels (Carnet filmé : 6 de abril de 2007 - 25 de octubre de 2007). 1 h y 54 min.
- 2007 : Compression de Alicudi 1 Bella. 3 min.
- 2007 : Compression de Alicudi 2 Selvaggia. 3 min.
- 2007 : Compression de AlicudiI 3 Lontana. 3 min.
- 2007 : Alicudi. 11 min.
- 2007 : Dans la gloire intime des nuages enflammés (Carnet filmé : 26 de noviembre de 2007 et 7 de diciembre de 2007). 1 h y 15 min.
- 2007 : Dans la gloire intime des nuages enflammés II (Carnet filmé : 26 de noviembre de 2007 et 7 de diciembre de 2007). 1 h y 15 min.
- 2007 : Compression Dans la gloire intime des nuages enflammés. 3 min.
- 2007 : Banlieue Ouest (Carnet filmé : 24 de noviembre de 2007 et 9 de diciembre de 2007). 42 min.
- 2007 : Banlieue Ouest II (Carnet filmé : 24 de noviembre de 2007 et 9 de diciembre de 2007). 42 min.
- 2007 : Compression de banlieue Ouest. 1 min y 30 s.
- 2007 : Banlieue Est (Carnet filmé : 12 de diciembre de 2007 - 14 de diciembre de 2007). 1 h y 10 min.
- 2007 : Banlieue Est II (Carnet filmé : 12 de diciembre de 2007 - 14 de diciembre de 2007). 1 h y 10 min.
- 2007 : Compression de banlieue Est. 3 min.
- 2007 : Massalia (Carnet filmé : 20 de diciembre de 2007). 27 min.
- 2007 : Massalia II (Carnet filmé : 20 de diciembre de 2007). 27 min.
- 2007 : Compression de Massalia. 1 min y 30 s.
- 2007 : Burgundia (Carnet filmé : 23 de diciembre de 2007 - 28 de diciembre de 2007). 1 h y 2 min.
- 2007 : Burgundia II (Carnet filmé : 23 de diciembre de 2007 - 28 de diciembre de 2007). 1 h y 2 min.
- 2007 : Compression de Burgundia. 3 min.
- 2008 : Que restes-tu là ? 34 min.
- 2008 : Les Aventures d'Eddie Turley II. 1 h y 30 min.
- 2008 : Les Aventures d'Eddie Turley III. 1 h y 30 min.
- 2008 : Le Temps et les rêves (Carnet filmé : 9 de enero de 2008 - 14 de enero de 2008). 1 h y 11 min.
- 2008 : Le Temps et les rêves II (Carnet filmé : 9 de enero de 2008 - 14 de enero de 2008). 1 h y 11 min.
- 2008 : Compression Le Temps et les rêves. 3 min.
- 2008 : Dresde de sang et de feu (Carnet filmé : 24 de enero de 2008 - 27 de enero de 2008). 1 h y 2 min.
- 2008 : Dresde de sang et de feu II (Carnet filmé : 24 de enero de 2008 - 27 de enero de 2008). 1 h y 2 min.
- 2008 : Compression de Dresde de sang et de feu. 3 min.
- 2008 : Louanges téméraires des heures divines (Carnet filmé : 3 de febrero de 2008 - 6 de febrero de 2008). 1 h y 10 min.
- 2008 : Louanges téméraires des heures divines II (Carnet filmé : 3 de febrero de 2008 - 6 de febrero de 2008). 1 h y 10 min.
- 2008 : Compression de Louanges téméraires des heures divines. 3 min.
- 2008 : Fêtes blanches (Carnet filmé : 21 de marzo de 2008 - 20 de septiembre de 2008). 1 h y 34 min.
- 2008 : Jean Cocteau, Derek Jarman, Dresde de sang et de feu sur Radio Libertaire (Carnet filmé : 2 de abril de 2008). 33 min.
- 2008 : Compression de 2 ou 3 choses que je sais d'elle. 4 min.
- 2008 : Déambulation. 1 h y 26 min.
- 2008 : À bloc. 1 h y 28 min.
- 2008 : Coffret JM (Carnet filmé : 25 de junio de 2008). 11 min.
- 2008 : Dégueulasse I. 3 min.
- 2008 : Dégueulasse II. 3 min.
- 2008 : Dégueulasse III. 3 min.
- 2008 : Dégueulasse IV. 3 min.
- 2008 : Garçon. 3 min.
- 2008 : Le Grand événement. 3 min.
- 2008 : Compression des Aventures d'Eddie Turley II. 4 min.
- 2008 : Compression de Je meurs de soif, j'étouffe, je ne puis crier... 3 min.
- 2008 : Compression de Théorème. 4 min.
- 2008 : La Course des coeurs I. 3 min.
- 2008 : La Course des coeurs II. 3 min.
- 2008 : Une vraie fausse blonde. 3 min.
- 2008 : Désolé I. 3 min.
- 2008 : Désolé II. 3 min.
- 2008 : Désolé III. 3 min.
- 2008 : La Ville des fantômes (Carnet filmé : 15 de diciembre de 2007 - 10 de febrero de 2008). 2 h y 2 min.
- 2008 : La Ville des fantômes II (Carnet filmé : 15 de diciembre de 2007 - 10 de febrero de 2008). 2 h y 2 min.
- 2008 : Compression de La Ville des fantômes. 5 min.
- 2008 : L'impossible retour. 15 min.
- 2008 : Compression de À travers l'univers. 3 min.
- 2008 : Compression de Derrière la nuit. 3 min.
- 2008 : Saint-Marcellin vu par Gérard Courant. 1 h y 56 min.
- 2008 : Promenade dans les lieux de mon enfance dijonnaise. (Carnet filmé : 2 de noviembre de 2008). 1 h y 8 min.
- 2008 : Le Tour du Lac Kir. (Carnet filmé : 3 de noviembre de 2008). 48 min.
- 2008 : Enregistrement. (Carnet filmé : 27 de noviembre de 2008). 1 h y 10 min.
- 2008 : Un soir à Gennevillliers. (Carnet filmé : 13 de diciembre de 2008). 19 min.
- 2008 : Il ne s'est rien passé ou la vie particulière d'Élisa Point. 14 min.
- 2008 : Illuminations. (Carnet filmé : 26 de décembre de 2008). 1 h y 3 min.
- 2008 : Rétrocompression. (Carnet filmé : 24 de noviembre de 2007 - 10 de febrero de 2008). 46 min.
- 2009 : D'où vient cette source mystérieuse ? 32 min.
- 2009 : Flammes marines. (Carnet filmé : 5 de enero de 2009 - 10 de enero de 2009). 44 min.
- 2009 : Dégueulasse V. 5 min.
- 2009 : Dégueulasse VI. 5 min.
- 2009 : Dégueulasse VII. 4 min.
- 2009 : Dégueulasse VIII. 4 min.
- 2009 : Dégueulasse IX. 4 min.
- 2009 : Compression de 20 Cinématon pour les 20 ans de Bref 1 les cinéastes. 8 min.
- 2009 : Compression de 20 Cinématon pour les 20 ans de Bref 2 les critiques. 8 min.
- 2009 : Spoonful II. 1 h 15 min.
- 2009 : Compression de Spoonful. 3 min.
- 2009 : Compression Les hautes solitudes. 3 min.
- 2009 : Compression La mort de Maria Malibran. 5 min.
- 2009 : Compression Le lit de la vierge. 4 min.
- 2009 : Compression Le révélateur. 3 min.
- 2009 : Compression Hurlements en faveur de Sade. 3 min.
- 2009 : Compression La Gran Via de Rita Jones. 3 min.
- 2009 : Compression In girum imus nocte et consumimur igni. 3 min.
- 2009 : Compression La société du spectacle. 3 min.
- 2009 : Compression Les jeux de société. 3 min.
- 2009 : Compression 44 vues Lumière. 4 min.
- 2009 : Compression Le Mépris. 4 min.
- 2009 : Compression La bride sur le cou. 3 min.
- 2009 : Compression La vérité. 5 min.
- 2009 : Compression Haine, amour et trahison. 4 min.
- 2009 : Compression Rendez-vous à Rio. 4 min.
- 2009 : Compression En cas de malheur. 5 min.
- 2009 : Compression La mariée est trop belle. 4 min.
- 2009 : Compression Et Dieu créa la femme. 4 min.
- 2009 : Compression William Wilson. 3 min.
- 2009 : Compression Viva Maria. 5 min.
- 2009 : Tout était clair (Carnet filmé : 2 de abril de 2009 - 25 de mayo de 2009). 2 h y 8 min.
- 2009 : L'Anniversaire de Bambou (Carnet filmé : 8 de mayo de 2009). 1 h y 36 min.
- 2009 : La Neige tremblait sur les arbres II. 1 h y 19 min.
- 2009 : Compression La Neige tremblait sur les arbres. 3 min.
- 2009 : Direction Sud-Est (Carnet filmé : 8 de agosto de 2009 - 13 de agosto de 2009). 1 h y 28 min.
- 2009 : Montre Oeil Mon Oeil. 3 min.
- 2009 : Retour à l'Eldorado (Carnet filmé : 22 de octubre de 2009 - 23 de octubre de 2009). 28 min.
- 2009 : Week-end à Cabrières d'Avignon (Carnet filmé : 28 de noviembre de 2009 - 29 de noviembre de 2009). 1 h y 54 min.
- 2009 : Werner et Nenad (Carnet filmé : 6 de diciembre de 2009 - 7 de diciembre de 2009). 1 h y 16 min.
- 2009 : Neiges (Carnet filmé : 17 de diciembre de 2009 - 20 de diciembre de 2009). 1 h y 1 min.
- 2009 : Tempête de neige sur Dijon (Carnet filmé : 20 de diciembre de 2009). 1 h y 2 min.
- 2010 : Oh ! Joie ineffable ! 32 min.
- 2010 : Compression de neiges. 3 min.
- 2010 : Danse de glace (Carnet filmé : 9 de enero de 2010 - 12 de enero de 2010). 1 h y 21 min.
- 2010 : Écumes assassines (Carnet filmé : 13 de enero de 2010 - 17 de enero de 2010). 1 h y 43 min.
- 2010 : Compression Sayat Nova. 3 min.
- 2010 : L'Homme Atlantique de Marguerite Duras par Gérard Courant. 11 min.
- 2010 : Compression Vivre est une solution. 3 min.
- 2010 : Compression Nel Regno di Napoli. 5 min.
- 2010 : Magdalena Montezuma. 5 min.
- 2010 : La Mort n'est pas une solution. 1 h y 07 min.
- 2010 : Résurrection. 1 h y 17 min.
- 2010 : Archive Morlock : élections régionales Bourgogne. 2 min.
- 2010 : Mes Territoires (Carnet filmé : 19 de marzo de 2010 - 3 de abril de 2010). 1 h y 24 min.
- 2010 : Carnet de printemps Carnet d'été (Carnet filmé: 1 de mayo de 2010 - 15 de agosto de 2010). 2 h y 5 min.
- 2010 : Compression Eika Katappa. 6 min.
- 2010 : In Memoriam Daniel Schmid Werner Schroeter (Carnet filmé : 6 de junio de 2010 - 10 de junio de 2010). 1 h y 12 min.
- 2010 : Werner Schroeter par Isabelle Huppert. 10 min.
- 2010 : Compression À coeur joie. 4 min.
- 2010 : Compression Une ravissante idiote. 4 min.
- 2010 : Compression Manina la fille sans voile. 4 min.
- 2010 : Compression Boulevard du rhum. 4 min.
- 2010 : Compression Les Femmes. 4 min.
- 2010 : Compression Shalako. 4 min.
- 2010 : Compression Voulez-vous danser avec moi ? 4 min.
- 2010 : Compression Vie privée. 4 min.
- 2010 : Compression L'Ours et la poupée. 4 min.
- 2010 : Compression Le Repos du guerrier. 4 min.
- 2010 : Compression L'Ange noir. 3 min.
- 2010 : BB X 20. 1 h y 21 min.
- 2010 : Compression Argila. 1 min y 40 segundos.
- 2010 : Compression Neurasia. 1 minuto y 50 s.
- 2010 : Compression Warnung vor einer heiligen Nutte. 4 min.
- 2010 : Compression Weisse Reise. 2 min.
- 2010 : Abel Ferrara à Lucca (Carnet filmé : 7 de octubre de 2010 - 10 de octubre de 2010) 1 h y 15 min.
- 2010 : La Passeggiata delle Mura di Lucca (Carnet filmé : 9 de octubre de 2010). 55 min.
- 2010 : La Passeggiata delle Mura di Lucca II (Carnet filmé : 9 de octubre de 2010). 55 min.
- 2010 : Compression La Passeggiata delle Mura di Lucca. 2 min.
- 2010 : Zacatecas, México. 4 min.
- 2010 : Notes Lyonnaises II (2007-2010) (Carnet filmé: 4 de abril de 2007 – 20 de octubre de 2010). 1 h.
- 2010 : Vincent Nordon vous salue bien (Carnet filmé: 29 de octubre de 2010 - 2 de noviembre de 2010). 1 h y 39 min.
- 2010 : Carnet de Nice (Carnet filmé: 19 de noviembre de 2010 - 22 de noviembre de 2010). 1 h y 21 min.
- 2010 : Joseph Morder à Madrid, la neige à Montreuil (Carnet filmé: 30 de noviembre de 2010 - 8 de diciembre de 2010). 1 h y 1 min.
- 2010 : Ombres intérieures (Carnet filmé: 10 de diciembre de 2010 - 13 de diciembre de 2010). 1 h y 39 min.
- 2010 : Petite intrusion dans l'univers incandescent de Werner Schroeter (Carnet filmé: 15 de diciembre de 2010 - 18 de diciembre de 2010). 1 h y 23 min.
- 2010 : Vincent Nordon, Roland Barthes et Ça/Cinéma (Carnet filmé: 23 de diciembre de 2010). 1 h y 3 min.
- 2010 : Petit matin de Noël neigeux dans Dijon désert (Carnet filmé: 25 de diciembre de 2010). 1 h y 2 min.
- 2011 : Libre I. 4 min.
- 2011 : Libre II. 4 min.
- 2011 : Libre III. 4 min.
- 2011 : Libre IV. 4 min.
- 2011 : Libre V. 4 min.
- 2011 : Libre VI. 4 min.
- 2011 : Libre VII. 4 min.
- 2011 : Livre VIII. 4 min.
- 2011 : Libre IX. 4 min.
- 2011 : Veni, Vidi, Vici (Carnet filmé: 24 de diciembre de 2010 - 12 de enero de 2011). 48 min.
- 2011 : Gérard Courant analyse Le Filmeur d'Alain Cavalier (Carnet filmé: 11 de enero de 2011). 53 min.
- 2011 : Compression Parpaillon de Luc Moullet. 3 min.
- 2011 : Luc Moullet (Éric Pauwels et Jeon Soo-Il) à Manosque I (Carnet filmé: 1 de febrero de 2011 - 2 de febrero de 2011). 1 h y 35 min.
- 2011 : Luc Moullet à Manosque II (Carnet filmé: 3 de febrero de 2011). 1 h y 15 min.
- 2011 : Luc Moullet (et Patricio Guzmán) à Manosque III (Carnet filmé: 4 de febrero de 2011). 1 h y 30 min.
- 2011 : Rassemblement pour célébrer le premier tiers d'existence des Cinématons (Carnet filmé: 7 de febrero de 2011). 1 h.
- 2011 : Jean Douchet analyse Deux de Werner Schroeter à la Cinémathèque française (Carnet filmé: 10 de febrero de 2011). 40 min.
- 2011 : Vincent Nordon, Marguerite Duras, Kenji Mizoguchi et le Japón (Carnet filmé: 27 de febrero de 2011 - 28 de febrero de 2011). 1 h y 42 min.
- 2011 : Compression de L'Impératrice Yang Kwei-Fei de Kenji Mizoguchi. 4 min.
- 2011 : Compression La Source thermale d'Akitsu de Yoshishige Yoshida. 4 min.
- 2011 : Japonaise I. 4 min.
- 2011 : Japonaise II. 4 min.
- 2011 : Japonaise III. 4 min.
- 2011 : Japonaise IV. 4 min.
- 2011 : Japonaise V: 4 min.
- 2011 : Carnet de Dubai Printemps I (Carnet filmé: 14 de abril de 2011 - 16 de abril de 2011). 1 h y 29 min.
- 2011 : Carnet de Dubai Printemps II (Carnet filmé: 17 de abril de 2011 - 18 de abril de 2011). 1 h y 18 min.
- 2011 : Carnet de Dubai Printemps III (Carnet filmé: 19 de abril de 2011 - 20 de abril de 2011). 1 h y 3 min.
- 2011 : Riposte (Carnet filmé: 14 de mayo de 2011 - 21 de mayo de 2011). 1 h y 17 min.
- 2011 : Marilyn. 1 h y 8 min.
- 2011 : Compression de Là-bas. 3 min.
- 2011 : Compression de Là-bas II. 3 min.
- 2011 : Les Deux Lyon (Carnet filmé: 15 de agosto de 2011). 1 h y 4 min.
- 2011 : Mais qui sommes-nous I. 4 min.
- 2011 : Mais qui sommes-nous II. 4 min.
- 2011 : L'Exception I. 3 min.
- 2011 : L'Exception II. 3 min.
- 2011 : L'Exception III. 3 min.
- 2011 : L'Exception IV. 3 min.
- 2011 : Love Song Sad I. 3 min.
- 2011 : Love Song Sad II. 3 min.
- 2011 : Carrière I. 4 min.
- 2011 : Carrière II. 4 min.
- 2011 : Carrière III. 4 min.
- 2011 : Ta compagnie me manque I. 4 min.
- 2011 : Ta compagnie me manque II. 4 min.
- 2011 : Ta compagnie me manque III. 4 min.
- 2011 : Ta compagnie me manque IV. 4 min.
- 2011 : La Chanson d'un autre coeur I. 4 min.
- 2011 : La Chanson d'un autre coeur II. 4 min.
- 2011 : La Chanson d'un autre coeur III. 4 min.
- 2011 : La Chanson d'un autre coeur IV. 4 min.
- 2011 : Ton pseudonyme I. 4 min.
- 2011 : Ton pseudonyme II. 4 min.
- 2011 : Ton pseudonyme III. 4 min.
- 2011 : Ton pseudonyme IV. 4 min.
- 2011 : Il y avait I. 5 min.
- 2011 : Il y avait II. 5 min.
- 2011 : Après le feu des plaisirs. 4 min.
- 2011 : Ma prédilection I. 3 min.
- 2011 : Ma prédilection II. 3 min.
- 2011 : Mon impossible I. 4 min.
- 2011 : Mon impossible II. 4 min.
- 2011 : Compression Vivre sa vie. 3 min.
- 2011 : Routes. 1 hora y 17 min.
- 2011 : Varuna. 1 hora y 5 min.
- 2011 : Compression Palermo oder Wolfsburg de Werner Schroeter. 7 min.
- 2011 : La Boucle (Carnet filmé: 30 de octubre de 2011). 1 h y 2 min.
- 2011 : Notes Lyonnaises III (2011) (Carnet filmé: 5 de junio de 2011 – 3 de noviembre de 2011). 1 h y 22 min.
- 2011 : Fin d'été début d'automne (Carnet filmé: 20 de septiembre de 2011 - 5 de noviembre de 2011). 1 h y 35 min.
- 2011 : Jean Douchet analyse Vivre sa vie de Jean-Luc Godard au cinéma Devosge de Dijon (Carnet filmé: 15 de noviembre de 2011). 51 min.
- 2011 : Coeur d'automne en Bourgogne (Carnet filmé: 14 de noviembre de 2011 - 25 de noviembre de 2011). 1 h y 48 min.
- 2011 : Non, Monsieur Werner Herzog, ceci n'est pas votre Cinématon. 4 min.
- 2011 : Inventaire filmé des rues et places de Lyon avec des noms d'universitaires. 54 min.
- 2011 : Carnet de Dubaï Hiver I: Nuits (Carnet filmé: 7 décembre de 2011). 1 h y 10 min.
- 2011 : Carnet de Dubaï Hiver II: Errances aquatiques (Carnet filmé: 8 de diciembre de 2011). 1 h y 7 min.
- 2011 : Carnet de Dubaï Hiver III: Les chemins de Jumeirah (Carnet filmé: 9 de diciembre de 2011). 1 h y 26 min.
- 2011 : Carnet de Dubaï Hiver IV: L’eau et le haut (Carnet filmé: 10 de diciembre de 2011 – 11 de diciembre de 2011). 1 h y 34 min.
- 2011 : Carnet de Dubaï Hiver V: Trajectoires (Carnet filmé: 12 de diciembre de 2011 – 13 de diciembre de 2011). 1 h y 30 min.
- 2011 : Carnet de Dubaï Hiver VI: Lumière et reflets (Carnet filmé: 14 de diciembre de 2011). 1 h y 11 min.
- 2011 : Carnet de Dubaï Hiver VII: Traversées (Carnet filmé: 15 de diciembre de 2011 – 16 de diciembre de 2011). 1 h y 37 min.
- 2011 : Asha Bhosle et Dubaï (Carnet filmé : 7 de diciembre de 2011 - 16 de diciembre de 1983). 2 h y 2 min.
- 2011 : Daiya Yeh Main Kahan Phasi. 4 min.
- 2011 : Saathi Re Saathi. 4 min.
- 2011 : Baithe Hain Rahguzar Par. 4 min.
- 2011 : Aye Gham-E-Dil Kya Karoon. 7 min.
- 2011 : Chori Chori Solah Shringar Karoongi. 6 min.
- 2011 : Poocho Na Humen Hum Unke Liye. 4 min.
- 2011 : Raat Akeli Hai. 6 min.
- 2011 : Aankhon Se Jo Utri Hai Dil Mein. 4 min.
- 2011 : Tere Khayalon Mein Hum. 4 min.
- 2011 : Jaiye Aap Kahan Jayenge. 7 min.
- 2011 : Zahar Detai Hai Mujhe Koi. 6 min.
- 2011 : Mud Mud Ke Na Dekh. 6 min.
- 2011 : Koi Aaye Dhakan Kahti Hau. 4 min.
- 2011 : Thodi Der Ke Liye Mere Ho Jao. 4 min.
- 2011 : Jhumka Gira Re. 4 min.
- 2011 : Ina Mina Dika. 4 min.
- 2011 : Hum Tere Bin Jee Na Sakenge. 4 min.
- 2011 : Haule Haule Chalo Mere Saajna. 5 min.
- 2011 : Hare Kanch Ki Chooriyan. 5 min.
- 2011 : Hone Lagi Hai Raat Jawan. 6 min.
- 2011 : Chura Liya Hai Tumne Jo Dil Ko. 7 min.
- 2011 : Apne Dil Mein Jagah Dijiye. 5 min.
- 2011 : Chain Se Humko Kabhi. 4 min.
- 2011 : Cinématon or not Cinématon. 4 min.
- 2011 : Compression Ladies of the Chorus de Phil Karlson. 3 min.
- 2011 : Compression We’re Not Married ! de Edmund Goulding. 1 min.
- 2011 : Compression Don’t Bother to Knock de Roy Ward Baker. 4 min.
- 2011 : Compression Gentlemen Prefer Blondes de Howard Hawks. 5 min.
- 2011 : Compression How to Marry a Millionaire de Jean Negulesco. 5 min.
- 2011 : Compression River of No Return de Otto Preminger. 5 min.
- 2011 : Compression There’s No Business Like Show Business de Walter Lang. 6 min.
- 2011 : Compression The Seven Year Itch de Billy Wilder. 5 min.
- 2011 : Compression Bus Stop de Joshua Logan. 5 min.
- 2011 : Compression The Prince and the Showgirl de Laurence Olivier. 6 min.
- 2011 : Compression Some Like It Hot de Billy Wilder. 6 min.
- 2011 : Compression Let’s Make Love de George Cukor. 6 min.
- 2011 : Compression The Misfits de John Huston. 6 min.
- 2011 : Compression Something’s Got to Give de George Cukor. 2 min.
- 2012 : Revolution (Carnet filmé: 18 de diciembre de 2011 - 5 de febrero de 2012). 1 h y 33 min.
- 2012 : Filmeur filmé filmant. 5 min.
- 2012 : Les Malheurs de Raoul Walsh. 10 min.
- 2012 : Inventaire filmé des rues de Lyon (7ème arrondissement). 1 h y 33 min.
- 2012 : Inventaire filmé des places de Lyon (7ème arrondissement). 22 min.
- 2012 : Philippe Garrel à Digne (Premier voyage) (Trailer). 4 min.
- 2012 : Philippe Garrel à Digne (Second voyage) (Trailer). 3 min.
- 2012 : La Flamme (Carnet filmé: 20 de febrero de 2012 - 16 de marzo de 2012). 1 h y 10 min.
- 2012 : Master Class (Carnet filmé: 14 de marzo de 2012 - 14 de marzo de 2012). 2 h y 17 min.
- 2012 : Oui, Monsieur Abbas Kiarostami, ceci aurait pu être votre Cinématon. 4 min.
- 2012 : Sara. 4 min.
- 2012 : Dubai for ever (Carnet filmé: 10 de abril de 2012 - 11 de abril de 2012). 1 h y 41 min.
- 2012 : Autopsie d'une interview à Dubai (Carnet filmé: 12 de abril de 2012 - 13 de abril de 2012). 1 h y 6 min.
- 2012 : Des Cinématon dans le désert (Carnet filmé: 13 de abril de 2012 - 14 de abril de 2012). 1 h y 21 min.
- 2012 : Salah Sermini explique et analyse les Cinématon à Dubai (Carnet filmé: 15 de abril de 2012). 1 h y 6 min.
- 2012 : Salah Sermini, Cinématon et Dubai (Carnet filmé : 11 de abril de 2012 – 15 de abril de 2012) 1 h y 44 min.
- 2012 : Abbas Kiarostami à Dubai (Carnet filmé: 16 de abril de 2012). 1 hora y 8 min.
- 2012 : La Cérémonie de clôture du Gulf Film Festival de Dubai (Carnet filmé: 16 de abril de 2012). 44 min.
- 2012 : 5 Jours à Buenos Aires: premier et deuxième jour (Carnet filmé: 19 de abril de 2012 - 20 de abril de 2012). 1 h y 41 min.
- 2012 : 5 Jours à Buenos Aires: troisième jour (Carnet filmé: 21 de abril de 2012). 1 h y 48 mi.
- 2012 : 5 Jours à Buenos Aires: troisième et quatrième jour (Carnet filmé: 22 de abril de 2012 - 23 de abril de 2012). 1 h y 21 min.
- 2012 : Sang, sueur et or noir à Bakou. 5 min.
- 2012 : In Memoriam Marcel Hanoun. 5 min.
- 2012 : In Memoriam Marilyn. 5 min.
- 2012 : La Nuit claire de Marcel Hanoun par Gérard Courant. 12 min.
- 2012 : Les funérailles de Marcel Hanoun au Père-Lachaise à Paris (Carnet filmé: 3 de octubre de 2012). 29 min.
- 2012 : Pourquoi préserver un espace vert quand on peut bétonner? 14 min.
- 2012 : Compression Le bonheur d’Alexandre Medvedkine. 3 min.
- 2012 : Le Coeur d’une année (Carnet filmé: 27 de abril de 2012 – 9 de octubre de 2012). 1 h y 54 min.
- 2012 : Conversation avec Nanako Tsukidate (Carnet filmé: 10 de octubre de 2012). 1 h y 53 min.
- 2012 : Toussaint en Bourgogne (Carnet filmé: 28 de octubre de 2012 – 1 de noviembre de 2012). 1 h.
- 2012 : Compression Finis Terrae de Jean Epstein. 3 min.
- 2012 : Compression The Birth of a Nation de David W. Griffith. 7 min.
- 2012 : Compression La jeune fille au carton au chapeau de Boris Barnet. 3 min.
- 2012 : Compression Ivan le Terrible Partie I de Sergueï Eisenstein. 4 min.
- 2012 : Compression Ivan le Terrible Partie II de Sergueï Eisenstein. 3 min.
- 2012 : Le Marcheur de Pise (Carnet filmé: 29 de noviembre de 2012). 1 h y 2 min.
- 2012 : Pascal Pistone met en musique 20 Cinématons au cinéma Lanteri de Pise (Carnet filmé: 30 de noviembre de 2012). 1 h y 25 min.
- 2012 : Le Tour de Pise (Carnet filmé: 28 de noviembre de 2012 – 29 de noviembre de 2012). 59 min.
- 2012 : Escapade en Toscane (Carnet filmé: 30 de noviembre de 2012 – 2 de diciembre de 2012). 1 h y 34 min.
- 2012 : Retour à Dubai (Carnet filmé: 7 de diciembre de 2012 – 9 de diciembre de 2012). 1 h y 30 min.
- 2012 : La Cérémonie d’ouverture du Dubai International Film Festival (Carnet filmé: 9 de diciembre de 2012). 1 h y 35 min.
- 2012 : Vive Dubai (Carnet filmé: 10 de diciembre de 2012 – 13 de diciembre de 2012). 1 h y 34 min.
- 2012 : Mission à Dubai (Carnet filmé: 14 de diciembre de 2012 – 16 de diciembre de 2012). 1 h y 15 min.
- 2012 : La Cérémonie de clôture du Dubai International Film Festival (Carnet filmé: 16 de diciembre de 2012). 1 h y 41 min.
- 2012 : La Traversée de Dubai (Carnet filmé: 17 de diciembre de 2012). 1 h y 13 min.
- 2012 : Une nuit à Dubai (Carnet filmé: 17 de diciembre de 2012 – 18 de diciembre de 2012). 1 h.
- 2012 : Étoiles ivres. 40 min.
- 2012 : Straub Godard: Nordon se rebiffe (Carnet filmé: 26 de diciembre de 2012). 1 h y 39 min.
- 2012 : Un Cinématon vaut mieux deux que tu l’auras. 4 min.
- 2012 : Naina Hain Pyase Mere. 4 min.
- 2012 : Sapna Mera Toot Gaya. 5 min.
- 2012 : Chhum Chuum Ghungroo Bole. 4 min.
- 2012 : Aaiye Meherbaan. 5 min.
- 2012 : Semur-en-Auxois vu par Gérard Courant I (Carnet filmé : 29 de octubre de 1992 - 24 de diciembre de 1992) 1 h y 44 min.
- 2013 : BB + BB. 1 h y 33 min.
- 2013 : BB + Marilyn = Vadim + Preminger. 1 h y 33 min.
- 2013 : BB + Marilyn = Godard + Preminger. 1 h y 33 min.
- 2013 : Qui donc t’a frappé ? (Carnet filmé : 29 de marzo de 2013). 50 min.
- 2013 : L’Étendue et le Temps. 29 min.
- 2013 : Dernière vague (Carnet filmé: 24 de diciembre de 2012 – 31 de marzo de 2013). 1 h y 43 min.
- 2013 : Qui donc t'a frappé ? (Carnet filmé : 29 de marzo de 2013). 50 min.
- 2013 : Ecce Terra (Carnet filmé: 11 de abril de 2013 – 14 de abril de 2013). 1 h y 30 min.
- 2013 : Joseph Morder tourne La Duchesse de Varsovie (Carnet filmé: 10 de jugno de 2013). 1 h y 25 min.
- 2013 : Marches bourguignonnes: Semur-en-Auxois, Dijon, Avallon (Carnet filmé: 21 de jugno de 2013 - 23 de jugno de 2013). 1 h y 31 min.
- 2013 : Promenade dans les lieux de mes vacances enfantines bourcaines (Carnet filmé: 26 de julio de 2013). 45 min.
- 2013 : Promenade dans les lieux de mes vacances enfantines valentinoises (Carnet filmé: 26 de julio de 2013). 1 h y 4 min.
- 2013 : Notes Lyonnaises IV (2012-2013) (Carnet filmé: 26 de junio de 2012 – 15 de agosto de 2013). 2 h y 9 min.
- 2013 : Seulement Lyon (Carnet filmé: 15 de agosto de 2013). 1 h 4 min.
- 2013 : Compression Die Nibelungen Partie I Siegfried de Fritz Lang. 6 min.
- 2013 : Compression Die Nibelungen Partie II Kriemhilds rache de Fritz Lang. 5 min.
- 2013 : Compression Sunrise de Friedrich Wilhelm Murnau. 4 min.
- 2013 : Compression Du skal aere din hustru de Carl Theodor Dreyer. 5 min.
- 2013 : Compression Olympia Partie I Fest der völker de Leni Riefenstahl. 5 min.
- 2013 : Compression Olympia Partie II Fest der schönheit de Leni Riefenstahl. 4 min.
- 2013 : Compression Le roman d'un tricheur de Sacha Guitry. 3 min.
- 2013 : Compression Le Trou de Jacques Becker. 5 min.
- 2013 : Compression Tih Minh de Louis Feuillade. 17 min.
- 2013 : Vive Groland (Journal du FIFIGROT 2013) (Carnet filmé: 17 de septiembre de 2013 – 22 de septiembre de 2013). 1 h y 43 min.
- 2013 : Visite officielle avec parade du Président Grolandais Salengro à Toulouse (Carnet filmé: 21 de septiembre de 2013). 1 h y 16 min.
- 2013 : La Cérémonie de clôture du FIFIGROT 2013 (Carnet filmé: 22 de septiembre de 2013). 1 h y 33 min.
- 2013 : Une plage, un concours, une cérémonie et Zoé Chantre (Carnet filmé: 27 de septiembre de 2013 – 28 de septiembre de 2013). 1 h y 17 min.
- 2013 : Vincent Dieutre et Sacha Guitry à Olonne-sur-mer (Carnet filmé: 28 de septiembre de 2013). 1 h y 15 min.
- 2013 : Ari et Alain. 4 min.
- 2013 : Ari Boulogne X 3. 4 min.
- 2013 : Ari Boulogne à Fontenay-aux-Roses. 4 min.
- 2013 : Poussières d'été Poussières d'automne (Carnet filmé: 24 de julio de 2013 - 10 de noviembre de 2013). 1 h y 5 min.
- 2013 : La Chute de Vincent Nordon (Carnet filmé : 5 de noviembre de 2013). 1 h 25 min.
- 2013 : Ceci n’est pas le Cinématon de Vincent Nordon. 4 min.
- 2013 : In Memoriam Bernadette Lafont (Carnet filmé: 6 de diciembre de 2013). 1 h.
- 2013 : Lyon, autopsie d’une grande ville (Inventaire des rues du 1.er arrondissement). 1 h y 27 min.
- 2013 : Lyon, autopsie d’une grande ville (Inventaire des rues du 2ème arrondissement). 1 h y 12 min.
- 2013 : Lyon, autopsie d’une grande ville (Inventaire des rues du 3ème arrondissement). 2 h y 7 min.
- 2013 : Lyon, autopsie d’une grande ville (Inventaire des rues du 4ème arrondissement). 1 h y 5 min.
- 2013 : Lyon, autopsie d’une grande ville (Inventaire des rues du 5ème arrondissement). 1 h y 25 min.
- 2013 : Lyon, autopsie d’une grande ville (Inventaire des rues du 6ème arrondissement). 59 min.
- 2013 : Lyon, autopsie d’une grande ville (Inventaire des rues du 7ème arrondissement). 1 h y 35 min.
- 2013 : Lyon, autopsie d’une grande ville (Inventaire des rues du 8ème arrondissement). 1 h y 35 min.
- 2013 : Lyon, autopsie d’une grande ville (Inventaire des rues du 9ème arrondissement). 1 h y 43 min.
- 2013 : Lyon, autopsie d’une grande ville (Inventaire des places, squares, parcs et jardins du 1.er arrondissement). 21 min.
- 2013 : Lyon, autopsie d’une grande ville (Inventaire des places, squares, parcs et jardins du 2ème arrondissement). 21 min.
- 2013 : Lyon, autopsie d’une grande ville (Inventaire des places, squares, parcs et jardins du 3ème arrondissement). 26 min.
- 2013 : Lyon, autopsie d’une grande ville (Inventaire des places, squares, parcs et jardins du 4ème arrondissement). 18 min.
- 2013 : Lyon, autopsie d’une grande ville (Inventaire des places, squares, parcs et jardins du 5ème arrondissement). 30 min.
- 2013 : Lyon, autopsie d’une grande ville (Inventaire des places, squares, parcs et jardins du 6ème arrondissement). 14 min.
- 2013 : Lyon, autopsie d’une grande ville (Inventaire des places, squares, parcs et jardins du 7ème arrondissement). 24 min.
- 2013 : Lyon, autopsie d’une grande ville (Inventaire des places, squares, parcs et jardins du 8ème arrondissement). 21 min.
- 2013 : Lyon, autopsie d’une grande ville (Inventaire des places, squares, parcs et jardins du 9ème arrondissement). 23 min.
- 2014 : Compression L’Amour fou de Jacques Rivette. 10 min.
- 2014 : Compression Le Soulier de satin de Manoel de Oliveira. 17 min.
- 2014 : Compression La Maman et la putain de Jean Eustache. 9 min.
- 2014 : Compression L'Arbre mort de Joseph Morder. 4 min.
- 2014 : Retour à Nice (Carnet filmé: 17 de enero de 2014 – 18 de enero de 2014). 1 h y 35 min.
- 2014 : Le Journal de Joseph M à Nice (Carnet filmé: 18 de enero de 2014). 45 min.
- 2014 : L’Arbre mort de Joseph Morder à Nice (Carnet filmé: 18 de enero de 2014). 1 h y 8 min.
- 2014 : Sous le ciel de Nice (Carnet filmé: 19 de enero de 2014 – 20 de enero de 2014). 1 h y 14 min.
- 2014 : Compression de Retour à Nice. 4 min.
- 2014 : Compression de Sous le ciel de Nice. 3 min.
- 2014 : Compression Playtime de Jacques Tati. 5 min.
- 2014 : Compression Un condamné à mort s’est échappé de Robert Bresson. 4 min.
- 2014 : Compression India Song de Marguerite Duras. 5 min.
- 2014 : Compression La Dérive de Paula Delsol. 4 min.
- 2014 : Compression La Pointe courte d’Agnès Varda. 3 min.
- 2014 : Compression Les Anges du péché de Robert Bresson. 4 min.
- 2014 : Compression Les Dames du bois de Boulogne de Robert Bresson. 4 min.
- 2014 : Compression Agatha et les lectures illimitées de Marguerite Duras. 4 min.
- 2014 : Compression L’Année dernière à Marienbad d’Alain Resnais. 4 min.
- 2014 : Compression Le Charme discret de la bourgeoisie de Luis Bunuel. 4 min.
- 2014 : Hivers (Carnet filmé: 21 de diciembre de 2013 - 23 de febrero de 2014). 1 hora y 41 min.
- 2014 : Compression Piège de Jacques Baratier. 3 min.
- 2014 : Compression Les Idoles de Marc’O. 4 min.
- 2014 : Compression La Salamandre d’Alain Tanner. 4 min.
- 2014 : Compression Tricheurs de Barbet Schroeder. 4 min.
- 2014 : Compression Le Pont du Nord de Jacques Rivette. 5 min.
- 2014 : Compression Duelle de Jacques Rivette. 5 min.
- 2014 : Bande-annonce de Cinématon. 4 min.
- 2014 : Lâzward. 1 hora y 20 min.
- 2014 : Les Aventures d’Eddie Turley IV. 1 hora y 30 min.
- 2014 : Dans la fraîcheur des brumes orgueilleuses (Carnet filmé : 26 de febrero de 2014 - 2 de abril de 2014). 1 h y 9 min.
- 2014 : Vincent Nordon, les intellectuels et le cinéma (Carnet filmé : 1 de marzo de 2014). 1 h 19 min.
- 2014 : Maîtres et mystères (Carnet filmé : 2 de abril de 2014). 1 h y 14 min.
- 2014 : N'aurai-je aucun salut de toi ? (Carnet filmé : 18 de abril de 2014). 48 min.
- 2014 : Pâques en Rhône-Alpes (Carnet filmé : 17 de abril de 2014 - 21 de abril de 2014) 1 h y 55 min.
- 2014 : Les Chutes de Semur-en-Auxois (Carnet filmé : 31 de mayo de 2006 - 20 de junio de 2014). 1 h y 4 min.
- 2014 : Les Fantômes de Vincent Nordon (Carnet filmé : 21 de junio de 2014). 2 h y 2 min.
- 2014 : Andy Warhol, Gregory Markopoulos et Cinématon au Jeu de Paume (Carnet filmé : 1 de julio de 2014). 47 min.
- 2014 : Raphaël Bassan présente son livre « Cinéma expérimental Abécédaire pour une contre-culture » (Carnet filmé : 2 de julio de 2014). 50 min.
- 2014 : Rencontre avec Joseph Morder à la boutique Potemkine pour la ressortie en DVD de « El Cantor » (Carnet filmé : 3 de julio de 2014). 30 min.
- 2014 : Inventaire filmé des rues et places de Semur-en-Auxois. 1 hora y 24 minutos.
- 2014 : Kali. 1 h y 17 min.
- 2014 : Sarasvati. 1 h y 25 min.
- 2014 : L'Agonie des arabesques. 5 min.
- 2014 : Les Aventures d'Eddie Turley V. 1 h y 30 min.
- 2014 : Les Chutes de Semur-en-Auxois (Carnert filmé : 31 de mayo de 2006 – 20 de junio de 2014). 1 h y 4 min.
- 2014 : On dirait qu’il va faire beau (Carnet filmé : 1 de junio de 2014 – 30 de agosto de 2014). 1 h y 43 min.
- 2014 : Compression Le Navire Night de Marguerite Duras. 4 min.
- 2014 : Compression Aurélia Steiner (Vancouver) de Marguerite Duras. 2 min.
- 2014 : Compression Césarée de Marguerite Duras. 1 min.
- 2014 : Compression Les Mains négatives de Marguerite Duras. 1 min.
- 2014 : Compression Nathalie Granger de Marguerite Duras. 3 min.
- 2014 : Compression Les Enfants de Marguerite Duras. 4 min.
- 2014 : Compression Hiroshima mon amour de Alain Resnais. 4 min.
- 2014 : Compression Nuit et brouillard de Alain Resnais. 2 min.
- 2014 : Compression Muriel de Alain Resnais. 5 min.
- 2014 : Compression La Guerre est finie de Alain Resnais. 5 min.
- 2014 : Compression Je t’aime, je t’aime de Alain Resnais. 4 min.
- 2014 : L’Humour fou de Jacques Rivette. 2 min.
- 2014 : Le Cinématon pirate de Nelly Kaplan. 4 min.
- 2014 : L'Autre Cinématon de Nelly Kaplan. 4 min.
- 2014 : L’Annexion de l’Occitanie par Groland (Journal du FIFIGROT 2014) (Carnet filmé : 18 de septiembre de 2014 – 21 de septiembre de 2014). 1 h y 54 min.
- 2014 : Fanchon Daemers chante la révolte et l’insoumission au FIFIGROT 2014 (Carnet filmé : 18 de septiembre de 2014). 1 h y 44 min.
- 2014 : La Parade du Président Salengro à Toulouse pour célébrer l’annexion de l’Occitanie par Groland (Carnet filmé : 19 de septiembre de 2014). 1 h y 17 min.
- 2014 : Polar à Groland (Carnet filmé :  20 de septiembre de 2014). 1 h y 1 min.
- 2014 : La Conférence de presse et la cérémonie de clôture du FIFIGROT 2014 (Carnet filmé : 19 de septiembre de 2014 – 21 de septiembre de 2014). 1 h y 12 min.
- 2014 : Octobre 2014 à Paris (Carnet filmé : 5 de octubre de 2014 - 26 de octubre de 2014). 1 h y 53 min.
- 2014 : Le Voyage à Milán (Carnet filmé : 30 de octubre de 2014 – 1 de noviembre de 2014). 1 h y 1 min.
- 2014 : Les Cinématons à Milán (Carnet filmé : 31 de octubre de 2014). 1 h y 23 min.
- 2014 : Au service de Jean-Christophe Averty mode Jarry (Carnet filmé : 22 de noviembre de 2014). 1 h y 7 min.
- 2014 : Au service de Jean-Christophe Averty mode Shakespeare (Carnet filmé : 22 de noviembre de 2014). 1 h y 7 min.
- 2014 : L’Automne en fuite (Carnet filmé : 10 de noviembre de 2014 – 31 de diciembre de 2014). 1 h y 10 min.
- 2014 : Vincent Nordon de Selongey (Carnet filmé : 26 de diciembre de 2014). 29 min.
- 2015 : Compression Whirlpool de Otto Preminger. 4 min.
- 2015 : Compression The Razor’s Edge d’Edmund Goulding. 6 min.
- 2015 : Compression Strange Bedfellows de Melvin Frank. 4 min.
- 2015 : Compression The Return of Frank James de Fritz Lang. 4 min.
- 2015 : Compression Belle Starr de Irving Cummings. 4 min.
- 2015 : Compression Sundown de Henry Hathaway. 4 min.
- 2015 : Compression Tobacco Road de John Ford. 4 min.
- 2015 : Compression The Shangai Gesture de Josef von Sternberg. 4 min.
- 2015 : Compression Hudson’s Bay de Irving Pichel. 4 min.
- 2015 : Compression Four Men in the Raft de Orson Welles. 2 min.
- 2015 : Compression Rings on Her Fingers de Rouben Mamoulian. 4 min.
- 2015 : Compression Son of Fury:The Story of Benjamin Blake de John Cromwell. 4 min.
- 2015 : Compression Thunder Birds de William A. Wellman. 3 min.
- 2015 : Compression China Girl de Henry Hathaway. 4 min.
- 2015 : Compression Ossessione de Luchino Visconti. 6 min.
- 2015 : Compression Heaven Can Wait de Ernst Lubitsch. 4 min.
- 2015 : Compression Laura de Otto Preminger. 4 min.
- 2015 : Compression Roma città aperta de Roberto Rossellini. 4 min.
- 2015 : Compression A Bell For Adano de Henry King. 4 min.
- 2015 : Compression Leave Her to Heaven de John Stahl. 4 min.
- 2015 : Compression L’elisir d’amore de Mario Costa. 3 min.
- 2015 : Compression Sciuscià de Vittorio de Sica. 3 min.
- 2015 : Compression Paisà de Roberto Rossellini. 5 min.
- 2015 : Compression Dragonwyck de Joseph L. Mankiewicz. 4 min.
- 2015 : Compression The Pleasure Seekers de Jean Negulesco. 5 min.
- 2015 : Compression Way of a Gaucho de Jacques Tourneur. 4 min.
- 2015 : Compression Il delitto di Giovanni Episcopo d’Alberto Lattuada. 4 min.
- 2015 : Compression L’onorevole Angelina de Luigi Zampa. 4 min.
- 2015 : Compression A Man About the House de Leslie Arliss. 4 min.
- 2015 : Compression The Ghost and Mrs. Muir de Joseph L. Mankiewicz. 4 min.
- 2015 : Compression Pagliacci de Mario Costa. 3 min.
- 2015 : Compression Follie per l’opera de Mario Costa. 4 min.
- 2015 : Compression Ladri di biciclette de Vittorio de Sica. 4 min
- 2015 : Compression La terra trema de Luchino Visconti. 6 min
- 2015 : Compression Germania anno zero de Roberto Rossellini. 3 min
- 2015 : Compression La città dolente de Mario Bonnard. 4 min
- 2015 : Compression That Wonderful Urge de Robert B. Sinclair. 4 min
- 2015 : Compression The Iron Curtain de William A. Wellman. 4 min
- 2015 : Compression Campane a martello de Luigi Zampa. 4 min
- 2015 : Compression La sposa non puo attendere de Gianni Franciolini. 3 min
- 2015 : Compression Riso amara de Giuseppe de Santis. 4 min
- 2015 : Compression Cielo sulla palude de Augusto Genina. 4 min
- 2015 : Compression Black Widow de Nunnally Johnson. 4 min
- 2015 : Compression Cuori senza frontiere de Luigi Zampa. 4 min
- 2015 : Compression Miss Italia de Duilio Coletti. 4 min
- 2015 : Compression Vita da cani de Mario Monicelli et Steno. 4 min
- 2015 : Compression Stromboli (Terra di Dio) de Roberto Rossellini. 4 min
- 2015 : Compression Luci del varietà de Federico Fellini et Alberto Lattuada. 4 min
- 2015 : Compression Alina de Giorgio Pàstina. 4 min
- 2015 : Compression Night and the City de Jules Dassin. 4 min
- 2015 : Compression Where the Sidewalk Ends de Otto Preminger. 4 min
- 2015 : Compression Achtung ! Banditi ! de Carlo Lizzani. 4 min
- 2015 : Compression Miracolo a Milano de Vittorio de Sica. 4 min
- 2015 : Compression Enrico Caruso, leggenda di una voce de Giacomo Gentilomo. 4 min.
- 2015 : Compression La città si difende de Pietro Germi. 3 min.
- 2015 : Compression The Mating Season de Mitchell Leisen. 4 min.
- 2015 : Compression On the Riviera de Walter Lang. 4 min.
- 2015 : Compression The Secret of Convict Lake de Michael Gordon. 3 min.
- 2015 : Compression Close to My Heart de William Keighley. 4 min.
- 2015 : Compression Fanfan la tulipe de Christian-Jaque. 4 min.
- 2015 : Compression Altri tempi d’Alessandro Blasetti. 5 min.
- 2015 : Compression Les Belles de nuit de René Clair. 4 min.
- 2015 : Compression Moglie per una notte de Mario Camerini. 4 min.
- 2015 : Compression Totò a colori de Steno. 4 min.
- 2015 : Compression Lo sceicco bianco de Federico Fellini. 4 min.
- 2015 : Compression Plymouth Adventure de Clarence Brown. 4 min.
- 2015 : Compression Beat the Devil de John Huston. 4 min.
- 2015 : Compression La provinciale de Mario Soldati. 5 min.
- 2015 : Compression Le Infedeli de Mario Monicelli et Steno. 4 min.
- 2015 : Compression Pane, amore e fantasia de Luigi Comencini. 4 min.
- 2015 : Compression I vitelloni de Federico Fellini. 4 min.
- 2015 : Compression Never Let Me Go de Delmer Daves. 4 min.
- 2015 : Compression Personal Affair de Anthony Pelissier. 3 min.
- 2015 : Compression Pane, amore et gelosia de Luigi Comencini. 4 min.
- 2015 : Compression La romana de Luigi Zampa. 4 min.
- 2015 : Compression Viaggio in Italia de Roberto Rossellini. 3 min.
- 2015 : Compression Il maestro di don Giovanni de Milton Kris. 4 min.
- 2015 : Compression Le Grand jeu de Robert Siodmak. 4 min.
- 2015 : Compression Boum sur Paris de Maurice de Canonge. 4 min.
- 2015 : Compression The Egyptian de Michael Curtiz. 5 min.
- 2015 : Compression La donna più bella del mondo de Robert Z. Leonard. 4 min.
- 2015 : Compression The Left Hand of God de Edward Dmytryk. 4 min.
- 2015 : Compression Notre-Dame de Paris de Jean Delannoy. 5 min.
- 2015 : Compression Trapeze de Carol Reed. 4 min.
- 2015 : Compression Anna di Brooklyn de Vittorio de Sica et Carlo Lastricati. 4 min.
- 2015 : Compression Portrait of Gina de Orson Welles. 2 min.
- 2015 : Compression Solomon and Sheba de King Vidor. 6 min.
- 2015 : Compression Never so Few de John Sturges. 5 min.
- 2015 : Compression La Loi de Jules Dassin. 5 min.
- 2015 : Compression Go Naked in the World de Ranald MacDougall et Charles Walters. 4 min.
- 2015 : Compression Come September (Rendez-vous de septembre) de Robert Mulligan. 5 min.
- 2015 : Compression La bellezza di ippolita de Giancarlo Zagni. 4 min.
- 2015 : Compression Advise and Consent de Otto Preminger. 6 min.
- 2015 : Compression Mare matto de Renato Castellani. 5 min.
- 2015 : Compression Vénus impériale de Jean Delannoy. 6 min.
- 2015 : Compression Woman of Straw de Basil Dearden. 5 min.
- 2015 : Compression Le bambole de Dino Risi, Franco Rossi, Luigi Comencini et Mauro Bolognini. 4 min.
- 2015 : Compression Le piacevoli notti de Armando Crispino et Luciano Lucignani. 5 min.
- 2015 : Compression Io, io, io... e gli altri de Alessandro Blasetti. 4 min.
- 2015 : Compression Les Sultans de Jean Delannoy. 4 min.
- 2015 : Compression Buona sera, Mrs. Campbell de Melvin Frank. 5 min.
- 2015 : Compression Les Aventures extraordinaires de Cervantes de Vincent Sherman. 5 min.
- 2015 : Compression The Private Navy of Sgt. O’Farrell de Frank Tashlin. 4 min.
- 2015 : Compression Un bellesimo novembre de Mauro Bolognini. 4 min.
- 2015 : Compression La morte ha fatto l’uovo de Giulio Questi. 4 min.
- 2015 : Compression El hombre de Rio Malo de Gene Martin. 4 min.
- 2015 : Compression King, Queen, Knave de Jerzy Skolimowski. 4 min.
- 2015 : Compression Le avventure di Pinocchio de Luigi Comencini (version cinéma). 5 min.
- 2015 : Compression Le avventure di Pinocchio de Luigi Comencini (version série TV). 13 min.
- 2015 : Compression Les Cent et une nuits de Simon Cinéma d’Agnès Varda. 4 min.
- 2015 : Compression Box Office 3D – Il film dei film de Ezio Greggio. 4 min.
- 2015 : Compression La romana de Giuseppe Patroni Griffi. 7 min.
- 2015 : Le Cinéma Le Trianon de Verneuil-sur-Avre célèbre Juliet Berto (Carnet filmé : 8 de marzo de 2015). 49 min.
- 2015 : Valence-Burzet-Valence (Carnet filmé : 2 de abril de 2015 - 4 de abril de 2015). 40 min.
- 2015 : Mais d'où viens-tu donc ? (Carnet filmé : 3 de abril de 2015). 1 h y 7 min.
- 2015 : La Cinémathèque de Bourgogne présente Ladislas Starewitch (Carnet filmé : 22 de abril de 2015). 1 h y 9 min.
- 2015 : La Cinémathèque de Bourgogne montre Ladislas Starewitch au cinéma Eldorado de Dijon (Carnet filmé : 23 de abril de 2015). 55 min.
- 2015 : Hervé Aubron analyse Ladislas Starewitch (Carnet filmé : 23 de abril de 2015). 1 h y 14 min.
- 2015 : La conservation et la restauration des films de Ladislas Starewitch (Carnet filmé : 24 de abril de 2015). 1 h y 30 min.
- 2015 : Jean Douchet et Hervé Aubron dialoguent sur Ladislas Starewitch (Carnet filmé : 24 de abril de 2015). 1 h y 22 min.
- 2015 : Jacques Cambra met en musique Ladislas Starewitch (Carnet filmé : 24 de abril de 2015). 1 h y 31 min.
- 2015 : Jean Douchet analyse Vampyr de Carl Theodor Dreyer au cinéma Eldorado de Dijon (Carnet filmé : 24 de abril de 2015). 42 min.
- 2015 : La Famille Starewitch en Bourgogne (Carnet filmé : 22 de abril de 2015 – 25 de abril de 2015). 1 h y 11 min.
- 2015 : L'Inventaire filmé des rues du 7ème arrondissement de Lyon à la Maison Internationale des Langues et des Cultures de Lyon (Carnet filmé : 7 de mayo de 2015). 1 h y 24 min.
- 2015 : Printemps capricieux (Carnet filmé : 7 de mayo de 2015 - 9 de jugno de 2015). 1 h y 32 min.
- 2015 : L'Homme atlantique de Marguerite Duras à Pantin (Carnet filmé : 13 de jugno de 2015). 44 min.
- 2015 : L'Inventaire filmé des rues du 2ème arrondissement de Lyon aux Archives Municipales de Lyon (Carnet filmé : 30 de jugno 2015). 55 min.
- 2015 : Canicule à Lyon (Carnet filmé : 30 de jugno 2015 - 1 de julio de 2015). 1 h y 13 min.
- 2015 : Été studieux (Carnet filmé : 18 de julio de 2015 - 8 de septiembre de 2015). 1 h y 31 min.
- 2015 : Nicoletta Braschi et Roberto Benigni. 4 min
- 2015 : Jean-Marie Straub et Danièle Huillet. 4 min
- 2015 : Joseph Morder X 5 Cinématons I. 4 min
- 2015 : Joseph Morder X 5 Cinématons II. 4 min
- 2015 : Salah Sermini X 3 Cinématons I. 4 min
- 2015 : Salah Sermini X 3 Cinématons II. 4 min
- 2015 : Gérard Courant X 2 Cinématons I. 4 min
- 2015 : Gérard Courant X 2 Cinématons II. 4 min
- 2015 : Compression Aurélia Steiner (Melbourne) de Marguerite Duras. 2 min
- 2015 : Le Cinématon que j'ai failli faire de Benoît Poelvoorde. 4 min
- 2015 : Le Cinématon que j'aurais dû faire de Benoît Poelvoorde. 2 min
- 2015 : Le Cinématon que je n'ai pas fait de Benoît Poelvoorde. 3 min
- 2015 : Cher André S. Labarthe. 5 min
- 2015 : Jean-Henri Meunier, Jean-Marc Rouillan et Noël Godin mettent le feu au FIFIGROT 2015 (Carnet filmé : 17 de septiembre de 2015). 21 min
- 2015 : Benoît Poelvoorde à la conférence de presse du FIFIGROT 2015 (Carnet filmé : 18 de septiembre de 2015). 46 min
- 2015 : Le Bain de foule du Président Grolandais Salengro à Toulouse pour la distribution des eugros au peuple Groccitan (carnet filmado : 19 de septiembre de 2015). 1 h y 38 min
- 2015 : Benoît Poelvoorde à la cérémonie de clôture du FIFIGROT 2015 (Carnet filmé : 20 de septiembre de 2015). 36 min
- 2015 : Voyage en Groccitanie (Journal du FIFIGROT 2015) (Carnet filmé : 17 de septiembre de 2015 - 20 de septiembre de 2015). 1 h y 54 min
- 2015 : Compression Détruire dit-elle de Marguerite Duras. 4 min
- 2015 : Compression Le Camion de Marguerite Duras. 4 min
- 2015 : Compression Le Petit soldat de Jean-Luc Godard. 4 min.
- 2015 : Compression Une femme est une femme de Jean-Luc Godard. 4 mi.
- 2015 : Compression Les Carabiniers de Jean-Luc Godard. 4 min.
- 2015 : Compression Bande à part de Jean-Luc Godard. 4 min.
- 2015 : Compression Une femme mariée de Jean-Luc Godard. 4 min.
- 2015 : Compression Pierrot le fou de Jean-Luc Godard. 4 min.
- 2015 : Compression Masculin féminin de Jean-Luc Godard. 4 min.
- 2015 : Compression Made In USA de Jean-Luc Godard. 4 min.
- 2015 : Compression La Chinoise de Jean-Luc Godard. 4 min.
- 2015 : Compression Week-end de Jean-Luc Godard. 4 min.
- 2015 : L'Âge d'or de Jean-Luc Godard. 57 min.
- 2015 : Compression Casque d'or de Jacques Becker. 4 min.
- 2015 : Philippe Garrel vu par Jackie Raynal, Philippe Azoury et moi (Carnet filmé : 22 de diciembre de 2015). 1 h y 14 min.
- 2015 : L’Exposition Philippe Garrel au MMCA de Séoul (Carnet filmé : 19 de diciembre de 2015 – 22 de diciembre de 2015). 27 min.
- 2015 : Philippe Garrel à Séoul (Première Master Class) (Carnet filmé : 19 de diciembre de 2015). 2 h y 34 min.
- 2015 : Philippe Garrel à Séoul (Seconde Master Class) (Carnet filmé : 23 de diciembre de 2015). 3 h y 30 mi.
- 2015 : Voyage à Séoul à l’occasion d’une rétrospective de Philippe Garrel (18 de diciembre de 2015 – 24 de diciembre de 2015). 1 h y 58 min.
- 2015 : Non omnis moriar (Carnet filmé : 5 de octubre de 2015 – 7 de diciembre de 2015). 54 min.
- 2016 : Compression Lucia di Lammermoor de Piero Ballerini. 4 min.
- 2016 : Compression La Femme du Gange de Marguerite Duras. 4 min.
- 2016 : Compression Nostalghia de Andreï tarkovski. 5 min.
- 2016 : Jean Douchet et Philippe Garrel, la rencontre de Dijon. 1 h y 6 min.
- 2016 : Compression Baxter, Vera Baxter. 4 min.
- 2016 : Qui lui dit sa route ?. 1 h y 5 min.
- 2016 : Ex tenebris lux. 40 min.
- 2016 : Compression Amor non ho... pero... pero de Giorgio Bianchi. 4 min.
- 2016 : Compression The Ten Commandments de Cecil B. DeMille. 6 min.
- 2016 : Compression The King of Kings de Cecil B. DeMille. 7 min.
- 2016 : Compression Carmen de Cecil B. DeMille. 3 min.
- 2016 : Compression A Ticket to Tomahawk de Richard Sale. 4 min.
- 2016 : Compression Home Town Story de Arthur Pierson. 3 min.
- 2016 : Compression O. Henry’s Full House (sketch : The Cop and the Anthem) de Henry Koster. 1 min.
- 2016 : Compression Scudda Hoo! Scudda Hay! de F. Hugh Herbert. 3 min.
- 2016 : Compression Monkey Business de Howard Hawks. 4 min.
- 2016 : Compression All about Eve de Joseph L. Mankiewicz. 5 min.
- 2016 : Compression The Asphalt Jungle de John Huston. 4 min.
- 2016 : Compression Let’s Make It Legal de Richard Sale. 3 min.
- 2016 : Compression As Young As You Feel de Harmon Jones. 3 min.
- 2016 : Compression Love Nest de Joseph M. Newman. 3 min.
- 2016 : Compression Love Happy de David Miller. 4 min.
- 2016 : Compression Dangerous Years de Arthur Pierson. 3 min.
- 2016 : Compression Paulina s’en va de André Téchiné. 4 min.
- 2016 : Compression Céline et Julie vont en bateau de Jacques Rivette. 8 min.
- 2016 : Compression Paris vu par de Jean Douchet, Jean Rouch, Jean-Daniel Pollet, Éric Rohmer, Jean-Luc Godard, Claude Chabrol. 4 min.
- 2016 : Compression Mariage de Claude Lelouch. 4 min.
- 2016 : Compression Personne ne m’aime de Marion Vernoux. 4 min.
- 2016 : Compression Georges qui ? de Michèle Rosier. 5 min.
- 2016 : Compression Quelque part quelqu’un de Yannick Bellon. 4 min.
- 2016 : Compression Jamais plus toujours de Yannick Bellon. 3 min.
- 2016 : Compression Projection privée de François Leterrier. 4 min.
- 2016 : Compression Die Dritte Generation de Rainer Werner Fassbinder. 4 min.
- 2016 : Compression Belle toujours de Manoel de Oliveira. 3 min.
- 2016 : Compression Rendez-vous à Bray de André Delvaux. 4 min.
- 2016 : Compression Le Gang des otages de Édouard Molinaro. 4 min.
- 2016 : Compression Nord de Xavier Beauvois. 4 min.
- 2016 : Compression Candy Moutain de Robert Franck et Rudy Wurlitzer. 4 min.
- 2016 : Compression Sérail d’Eduardo de Gregorio. 4 min.
- 2016 : Compression La Mémoire courte de Eduardo de Gregorio. 4 min.
- 2016 : Compression La Vallée de Barbet Schroeder. 4 min
- 2016 : Compression La Bande des Quatre de Jacques Rivette. 7 min
- 2016 : Compression Nuit de chien de Werner Schroeter. 5 min
- 2016 : Compression Au coeur du mensonge de Claude Chabrol. 5 min
- 2016 : Compression N’oublie pas que tu vas mourir de Xavier Beauvois. 5 min
- 2016 : Compression Bord de mer de Julie Lopes-Curval. 4 min
- 2016 : Compression Deux de Werner Schroeter. 5 min
- 2016 : Compression Bienvenue au gîte de Claude Duty. 4 min
- 2016 : Compression Toutes ces belles promesses de Jean-Paul Civeyrac. 3 min
- 2016 : Compression Irma Vep d’Olivier Assayas. 4 min
- 2016 : Compression Les Petits ruisseaux de Pascal Rabaté. 3 min
- 2016 : Compression Out 1 : Noli me tangere de Jacques Rivette. 30 min
- 2016 : Compression Maîtresse de Barbet Schroeder. 5 min
- 2016 : Compression Les Stances à Sophie de Moshé Mizrahi. 4 min
- 2016 : Compression Accattone de Pier Paolo Pasolini. 5 min
- 2016 : Compression Clash by Night de Fritz Lang. 4 min
- 2016 : Compression Che cosa sono le nuvole de Pier Paolo Pasolini. 1 min
- 2016 : Compression Claro de Glauber Rocha. 5 min
- 2016 : Compression Hôtel du paradis de Jana Bokova. 5 min
- 2016 : L’Avenir appartient à ceux qui se soulèvent tôt (Carnet filmé : 2 de marzo de 2016 – 14 de agosto de 2016). 1 h y 33 min
- 2016 : Le Coeur de Lyon (Carnet filmé : 15 de agosto de 2016). 1 h y 3 min
- 2016 : L’Air de Lyon (Carnet filmé : 15 de agosto de 2016). 1 h
- 2016 : Lyon au mois d’août (Carnet filmé : 17 de agosto de 2016). 1 h y 33 min.
- 2016 : Le Faux Cinématon de Yolande Moreau et le vrai hommage à Christophe Salengro. 4 min.
- 2016 : Censure et cinéma (Carnet filmé : 23 de septiembre de 2016). 1 h y 50 min.
- 2016 : Visite officielle avec parade des candidats présidentiels Nano Sarko et François Groland au FIFIGROT 2016 (Carnet filmé : 24 de septiembre de 2016). 1 h y 20 min.
- 2016 : Le Grand absent (Journal du FIFIGROT 2016) (Carnet filmé : 22 de septiembre de 2016 – 25 de septiembre de 2016). 2 h y 20 min.
- 2016 : La Cérémonie de clôture du FIFIGROT 2016 (Carnet filmé : 25 de septiembre de 2016). 30 min.
- 2016 : Compression The Birds de Alfred Hitchcock. 5 min.
- 2016 : Compression The Mighty Peking Man de Ho Meng-hua. 4 min.
- 2016 : Compression La Femme et le pantin de Julien Duvivier. 4 min.
- 2016 : Compression Babette s’en va-t-en guerre de Christian-Jaque. 4 min.
- 2016 : Compression Dialogo di Roma de Marguerite Duras. 3 min.
- 2016 : Compression Jeanne au bûcher de Roberto Rossellini. 3 min.
- 2016 : Compression Son nom de Venise dans Calcutta désert de Marguerite Duras. 5 min
- 2016 : In Memoriam Donald Ranvaud. 1 min
- 2016 : Compression Encore heureux de Benoît Graffin. 4 min
- 2016 : Compression Pépé le Moko de Julien Duvivier. 4 min
- 2016 : Compression Dernier atout de Jacques Becker. 4 min
- 2016 : Compression Terra di fuoco de Marcel L’Herbier. 4 min
- 2016 : Compression L’assedio dell’Alcazar d’Augusto Genina. 4 min
- 2016 : Compression Gueule d’amour de Jean Grémillon. 4 min
- 2016 : Compression L’Assassin a peur la nuit de Jean Delannoy. 4 min
- 2016 : Compression La Femme que j’ai le plus aimée de Robert Vernay. 4 min
- 2016 : Compression Macao, l’enfer du jeu de Jean Delannoy. 4 min
- 2016 : Compression Naples au baiser de feu d’Augusto Genina. 4 min
- 2016 : Compression Si j’étais le patron de Richard Pottier. 4 min
- 2016 : Compression Don Quichotte de Georg Wilhelm Pabst. 3 min
- 2016 : Compression Le Sexe faible de Robert Siodmak. 3 min
- 2016 : Mireille Balin, une femme fatale. 47 min
- 2016 : Gina Lollobrigida forever. 4 h y 42 min
- 2016 : Compression L’Homme atlantique de Marguerite Duras. 2 min
- 2016 : Le Cyclo-cross international de Dijon (Carnet filmé : 1 de noviembre de 2016). 42 min
- 2016 : Jean Epstein et Rossella Mezzina à Olonne-sur-Mer (Carnet filmé : 18 de noviembre de 2016). 58 min
- 2016 : Anita Conti à Olonne-sur-Mer (Carnet filmé : 19 de noviembre de 2016). 53 min
- 2016 : Iyad Alasttal à Olonne-sur-Mer (Carnet filmé : 20 de noviembre de 2016 – 21 de noviembre de 2016). 1 h y 29 min
- 2016 : Laurent Pontoizeau met en musique « La Croisière du Navigator» de Buster Keaton (Carnet filmé : 20 de noviembre de 2016). 1 h y 12 min
- 2016 : Voix off et cinéma (Carnet filmé : 20 de noviembre de 2016). 1 hora y 18 min
- 2017 : Compression The Three Age de Buster Keaton et Edward F. Cline. 3 min
- 2017 : Compression Our Hospiality de Buster Keaton et John G. Blystone. 3 min
- 2017 : Compression Sherlock Junior de Buster Keaton et John G. Blystone. 2 min
- 2017 : Compression The Navigator de Buster Keaton et Donald Crisp. 3 min
- 2017 : Compression Seven Chances de Buster Keaton. 3 min
- 2017 : Compression Go West de Buster Keaton. 3 min
- 2017 : Compression Battling Butler de Buster Keaton. 3 min
- 2017 : Compression The General de Buster Keaton et Clyde Bruckman. 3 min
- 2017 : Compression College de Buster Keaton et James W. Horne. 3 min
- 2017 : Compression Steamboat Bill Jr. de Buster Keaton et Charles Reisner. 3 min
- 2017 : Compression The Cameraman de Buster Keaton et Edward Sedgwick. 3 min
- 2017 : Compression Spite Marriage de Buster Keaton et Edward Sedgwick. 3 min
- 2017 : Compression Long Pants de Frank Capra. 3 min
- 2017 : Compression The Strong Man de Frank Capra. 3 min
- 2017 : Compression The Chaser de Harry Langdon. 3 min
- 2017 : Compression Three’s a Crowd de Harry Langdon. 3 min
- 2017 : Compression Tramp, Tramp, Tramp de Harry Edwards. 3 min
- 2017 : Les Douze glorieuses de Buster Keaton. 36 min
- 2017 : Les Oiseaux cinétiques d’Alfred Hitchcock. 1 h y 55 min
- 2017 : Les Oiseux kaléidoscopiques d’Alfred Hitchcock. 1 h y 55 min
- 2017 : Les Autres oiseaux kaléidoscopiques d’Alfred Hitchcock. 1 h y 55 min
- 2017 : Les Six Dijon (Carnet filmé : 16 de marzo de 2017). 1 h y 20 min
- 2017 : Archive Morlock Élection présidentielle 2017 Premier tour (Saint-Marcellin). 2 min
- 2017 : Archive Morlock Élection présidentielle 2017 Premier tour (Burzet). 2 min
- 2017 : Parle, qu'as-tu vu ? (Carnet filmé : 14 de abril de 2017). 1 hora y 31 min
- 2017 : Print-Temps (Carnet filmé : 24 de marzo de 2017 - 17 de abril de 2017). 1 h y 30 min
- 2017 : Les Malheurs d’Orson Welles. 3 min.
- 2017 : Compression Vingt-quatre heures de la vie d’un clown de Jean-Pierre Melville. 1 min
- 2017 : Compression Andriesh de Sergueï Paradjanov et Yakov Bazelyan. 3 min
- 2017 : Compression Too Much Johnson d’Orson Welles. 3 min
- 2017 : Compression Les Affaires publiques de Robert Bresson. 1 min
- 2017 : Lisboa (Carnet filmé : 18 de jugno de 2017 - 24 de jugno de 2017). 2 h y 1 min
- 2017 : Cinématon à la Cinemateca Portuguesa (Carnet filmé : 19 de jugno de 2017). 43 min
- 2017 : Les Aventures d’Eddie Turley à la Cinemateca Portuguesa de Lisbonne (Carnet filmé : 20 de jugno de 2017). 33 min
- 2017 : 24 Passions à la Cinemateca Portuguesa de Lisbonne (Carnet filmé : 21 de jugno de 2017). 16 min
- 2017 : À travers l’univers à la Cinemateca Portuguesa de Lisbonne (Carnet filmé : 22 de jugno de 2017). 12 min
- 2017 : BB + Marilyn = Godard + Preminger à la Cinemateca Portuguesa de Lisbonne (Carnet filmé : 23 de jugno de 2017). 35 min
- 2017 : Le Départ de la 2ème étape Ambérieu-en-Bugey-Saint-Vulbas du Tour de l’Ain 2017 (Carnet filmé : 10 de agosto de 2017). 52 min
- 2017 : Le Départ de la 3ème étape Lagnieu-Oyonnax du Tour de l’Ain 2017 (Carnet filmé : 11 de agosto de 2017). 32 min
- 2017 : Leurs Yeux Ont Noirci (Carnet filmé : 17 de agosto de 2017). 1 h y 33 min
- 2017 : Aaiye Meharbaan kaléidoscopique. 5 min
- 2017 : Diwana Hua Badal kaléidoscopique. 6 min
- 2017 : Haule haule Chalo Mere Sajna kaléidoscopique. 4 min
- 2017 : Isharon Isharon Mein Dil Lenewale kaléidoscopique. 5 min
- 2017 : Jhumka Gira Re kaléidoscopique. 6 min
- 2017 : Parde Mein Rehne Do kaléidoscopique. 7 min
- 2017 : Sajna Hai Mujhe Sajna Ke Liye kaléidoscopique. 5 min
- 2017 : Yamma Yamma kaléidoscopique. 5 min
- 2017 : Compression Malaria de Jean Gourguet. 4 min
- 2017 : Pacôme Thiellement rencontre le public de la librairie Floury frères de Toulouse autour de son livre La Victoire des sans Roi (Carnet filmé : 22 de septiembre de 2017). 1 h y 9 min
- 2017 : La Parade du Président Emmanuel Micron en marche vers les Abattoirs de Toulouse (Carnet filmé : 23 de septiembre de 2017). 1 h y 45 min
- 2017 : Daniel Prévost à la cérémonie de clôture de remise des prix du FIFIGROT 2017 (Carnet filmé : 24 de septiembre de 2017). 35 min
- 2017 : Daniel Prévost au FIFIGROT 2017 (Carnet filmé : 22 de septiembre de 2017 - 24 de septiembre de 2017). 2 h y 17 min.
- 2017 : Le Cyclo-cross international de Dijon (Carnet filmé : 1 de noviembre de 2017). 1 h y 5 min.
- 2017 : Une cinémathèque et une exposition en Bourgogne (Carnet filmé : 2 de noviembre de 2017 - 4 de noviembre de 2017). 54 min.
- 2017 : Semur-en-Auxois vu par Gérard Courant II (Carnet filmé : 21 de jugno de 2013 - 4 de noviembre de 2017). 1 h y 21 min.
- 2017 : Saint-Marcellin vu par Gérard Courant II (Carnet filmé : 2 de abril de 2008 - 13 de abril de 2017). 2 h y 16 min.
- 2017 : En ce temps-là (Carnet filmé : 2 de marzo de 2017 – 4 de diciembre de 2017). 47 min.
- 2018 : Hitch X 4. 4 min.
- 2018 : L’Inconnu du Cinématon. 4 min.
- 2018 : Le Cinématon était presque parfait. 4 min.
- 2018 : Le Cinématon qui en savait trop. 4 min.
- 2018 : Mais qui a tué Alfred Hitchcock ? 4 min.
- 2018 : Compression La Main du diable de Maurice Tourneur.  min.
- 2018 : Compression Le Val d’enfer de Maurice Tourneur. 3 min.
- 2018 : Compression Le Silence de la mer de Jean-Pierre Melville. 4 min.
- 2018 : Compression 2001 : A Space Odyssey de Stanley Kubrick. 6 min.
- 2018 : Compression Je l’ai été trois fois de Sacha Guitry. 3 min.
- 2018 : Compression Donne-moi tes yeux de Sacha Guitry. 4 min.
- 2018 : Compression Mon père avait raison de Sacha Guitry. 4 min.
- 2018 : Compression Désiré de Sacha Guitry. 4 min.
- 2018 : Compression Die Büchse der Pandora de Georg Wilhelm Pabst. 5 min.
- 2018 : Saint et pur miracle (Carnet filmé : 30 de marzo de 2018). 1 h y 36 min.
- 2018 : Bachke Rehna Re Baba kaléidoscopique. 7 min.
- 2018 : Dum Maro Dum Mit Jaye Gham kaléidoscopique. 3 min.
- 2018 : Do Lafzon Ki Hai Dil Kahaani kaléidoscopique. 6 min.
- 2018 : O Meri Jaan Main Ne Kaha kaléidoscopique. 6 min.
- 2018 : Piya Tu Ab To Aaja kaléidoscopique. 6 min.
- 2018 : Daiya Ae Main Kahan kaléidoscopique. 6 min.
- 2018 : Gulhabi Chehra kaléidoscopique. 6 min.
- 2018 : Jawani Jan-E-Man kaléidoscopique. 6 min.
- 2018 : Main To Beghar Hoon kaléidoscopique. 6 min.
- 2018 : Oh Mister Dil, Badi Mushkil Mein Tune Aaj Dala kaléidoscopique. 5 min.
- 2018 : Aditya kaléidoscopique. 1 h y 5 min.
- 2018 : Vivre est une solution kaléidoscopique. 1 h y 17 min.
- 2018 : She’s a very nice lady kaléidoscopique. 1 h y 25 min.
- 2018 : Solar. 23 min.
- 2018 : Fin. 4 min.
- 2018 : Les Malheurs d’Urban Gad. 28 min.
- 2018 : La Croix-Rousse en Technicolor (Carnet filmé : 10 de agosto de 2018). 2 h y 14 min.
- 2018 : Les Couleurs de Lyon (Carnet filmé : 14 de agosto de 2018). 2 h y 9 min.
- 2018 : La Ballade de Lyon (Carnet filmé : 15 de agosto de 2018). 1 h y 4 min.
- 2018 : Pourtant que sa campagne est belle. 3 min.
- 2018 : La Nuit sans visage (Carnet filmé : 4 de enero de 2018 – 3 de septiembre de 2018). 1 h y 17 min.
- 2018 : Compression Macbeth de Werner Schroeter. 3 min.
- 2018 : Compression Der Bomberpilot de Werner Schroeter. 3 min.
- 2018 : L'Invraissemblable Cinématon de Luc Moullet. 4 min.
- 2018 : Le Concert de Houba Rock’n’Drums au port Viguerie de Toulouse (Carnet filmé : 22 de septiembre de 2018). 1 h y 2 min.
- 2018 : La Mauvaise Foix de Luc Moullet (Carnet filmé : 21 de septiembre de 2018). 1 h.
- 2018 : Crois-tu au coup de foudre ou bien faut-il que je repasse ? (Journal du FIFIGROT 2018) (Carnet filmé : 21 de septiembre de 2018 – 23 de septiembre de 2018). 1 h y 39 min.
- 2018 : La Cérémonie de remise des prix du FIFIGROT 2018 (Carnet filmé : 23 de septiembre de 2018). 32 min.
- 2018 : Les Funérailles de Maud Sinet aux cimetières du Père-Lachaise et de Montmartre à Paris (Carnet filmé : 26 de noviembre de 2018). 1 h y 24 min.
- 2018 : Des Châteaux de sable en Olonne (Carnet filmé : 28 de noviembre de 2018 - 29 de noviembre de 2018). 33 min.
- 2018 : Violaine Le Fur et Éric Caravaca aux Sables d’Olonne (Carnet filmé : 28 de noviembre de 2018). 48 min.
- 2018 : Agnès Varda aux Sables d’Olonne (Carnet filmé : 29 de noviembre de 2018). 56 min.
- 2018 : Arnaud, Alice et Rodolphe (Carnet filmé : 30 de noviembre de 2018). 57 min.
- 2018 : Le Lieu du mélodrame de Joseph Morder à Olonne-sur-Mer (Carnet filmé : 2 de diciembre de 2018). 43 min.
- 2018 : Compression On a trouvé une femme nue de Léo Joannon. 3 min.
- 2018 : Compression Fromont jeune et Risler aîné de Léon Mathot. 4 min.
- 2018 : Compression La Région centrale de Michael Snow. 8 min.
- 2018 : Compression Le Bel indifférent de Jacques Demy. 2 min.
- 2018 : Compression David Golder de Julien Duvivier. 3 min.
- 2018 : Compression Outre Tombe de Alexandre Mathis. 17 min.
- 2018 : Compression Back and Forth de Michael Snow. 2 min.
- 2018 : Compression Wavelength de Michael Snow. 2 min.
- 2018 : Compression Gare centrale de Youssef Chahine. 3 min.
- 2018 : Compression Alexandrie Pourquoi ? de Youssef Chahine. 5 min.
- 2018 : Dijon la preuve par cinq (Carnet filmé : 25 de diciembre de 2018). 1 h y 2 min.
- 2018 : Voyage en Rebsaménie (Carnet filmé : 26 de diciembre de 2018). 1 h y 6 min.
- 2019 : Les Trois cités (carnet filmé : 1 de enero de 2019). 1 h y 4 min.
- 2019 : Les Quatre cités (Carnet filmé : 3 de enero de 2019). 1 h y 16 min.
- 2019 : Compression Menaces de Edmond T. Gréville. 4 min.
- 2019 : Compression Traité de bave et d’éternité de Isidore Isou. 4 min.
- 2019 : Compression Entr'acte de René Clair. 1 min.
- 2019 : Compression Hôtel Monterey de Chantal Akerman. 3 min.
- 2019 : Compression Jeanne Dielman, 23, quai du commerce, 1080 Bruxelles de Chantal Akerman. 8 min.
- 2019 : Compression L’Âge d’or de Luis Buñuel. 3 min.
- 2019 : Compression L’Argent de Marcel L’Herbier. 7 min.
- 2019 : Compression Le Sang d’un poète de Jean Cocteau. 2 min.
- 2019 : Compression Passe ton bac d’abord de Maurice Pialat. 4 min.
- 2019 : Compression Phantom de Friedrich Wilhelm Murnau. 5 min.
- 2019 : Compression Laurel et Hardy électriciens. 1 min.
- 2019 : Compression Moi, un noir de Jean Rouch. 3 min.
- 2019 : Compression Rentrée des classes de Jacques Rozier. 1 min.
- 2019 : Compression Un revenant de Christian-Jaque. 5 min.
- 2019 : Compression La Petite marchande d’allumettes de Jean Renoir. 2 min.
- 2019 : Le Jour où la Terre s’éveilla. 12 h.
- 2019 : Compression Haut-le-Vent de Jacques de Baroncelli. 3 min.
- 2019 : La Femme qui pleure dans les nuages. 1 h y 5 min.
- 2019 : Compression Au bord de la mer bleue de Boris Barnet. 3 min.
- 2019 : Tu me reconnais donc ! (Carnet filmé : 19 de abril de 2019) 1 h y 15 min.
- 2019 : Decollatio (Carnet filmé : 19 de abril de 2019). 1 h y 5 min.
- 2019 : Maintenant (Carnet filmé : 20 de décembre de 2018 – 20 de abril de 2019) 1 h.
- 2019 : Priay à Pâques (Carnet filmé : 21 de abril de 2019). 42 min.
- 2019 : Au dessous des nuages (Carnet filmé : 23 de abril de 2019). 42 min.
- 2019 : François Truffaut et les films de sa vie (Carnet filmé : 27 de mayo de 2019). 1 h y 12 min.
- 2019 : « Lac Noir» au château de Maulnes (Carnet filmé : 1 de jugno de 2019). 1 h y 27 min.
- 2019 : Tempête sur Vézelay (Carnet filmé : 7 de jugno de 2019). 33 min.
- 2019 : Compression Pather Panchali de Satyajit Ray. 5 min.
- 2019 : Compression Voyage à Tokyo de Yasujiro Ozu. 5 min.
- 2019 : Compression Jeunes filles de Paris de Claude Vermorel. 3 min.
- 2019 : Compression Young Mr Lincoln de John Ford. 4 min.
- 2019 : La Pluie et les songes. 20 min.
- 2019 : C’est Lyon (Carnet filmé : 14 de agosto de 2019). 1 h y 4 min.
- 2019 : Le Rendez-vous de Lyon (Carnet filmé : 14 de agosto de 2019). 1 h y 9 min.
- 2019 : Le Théâtre antique de Lyon (Carnet filmé : 21 de agosto de 2019). 23 min.
- 2019 : Une heure à Lyon (Carnet filmé : 21 de agosto de 2019). 1 h y 8 min.
- 2019 : L’Hôtel-Dieu de Lyon (Carnet filmé : 21 de agosto de 2019). 21 min.
- 2019 : Ici Lyon (Carnet filmé : 23 de agosto de 2019). 1 h y 15 min.
- 2019 : La Traversée de Lyon (Carnet filmé : 23 de agosto de 2019). 1 h y 13 min.
- 2019 : Jean Dujardin au FIFIGROT 2019. 47 min.
- 2019 : Welcome to the Magical Mystery Tour. 1 h y 21 min.
- 2019 : Peut-on bourrer les urnes comme on bourre le mou ? par Alain Guyard. 50 min.
- 2019 : La Lumière du fou (Journal du FIFIGROT 2019).  2 h y 12 min.
- 2019 : L’Inauguration du rond-point Christophe Salengro à Fenouillet. 50 min.
- 2019 : La Cérémonie de clôture du FIFIGROT 2019. 40 min.
- 2019 : Sur la route d’Alexandrie. 22 min.
- 2019 : La Soirée d’ouverture du 35ème Festival du d’Alexandrie. 27 min.
- 2019 : La Traversée d’Alexandrie. 1 h y 13 min.
- 2019 : Salah Sermini à Alexandrie. 1 h y 1 min.
- 2019 : Alexándreia. 19 min.
- 2019 : « La Voie du ciel» de Joud Said à Alexandrie. 58 min.
- 2019 : Alexandrie, Alexandrie. 27 min.
- 2019 : Un workshop avec Salah Sermini à Alexandrie. 1 h y 28 min.
- 2019 : La Cérémonie de remise des prix du 35ème Festival d’Alexandrie. 1 h y 50 min.
- 2019 : Sur la route du Caire. 1 h y 13 min.
- 2019 : Le Cyclo-cross international de Dijon 2019. 1 h y 11 min.
- 2020 : Compression Joan the Woman de Cecil B. DeMille. 6 min.
- 2020 : Compression Foolish Wives de Erich Von Stroheim. 6 min.
- 2020 : À quoi rêvent les montagnes ? 1 h y 5 min.
- 2020 : Compression Der Golem. 4 min.
- 2020 : Compression Le Voyage dans la lune de Georges Méliès. 1 min.
- 2020 : Compression The Rounders de Charlie Chaplin. 1 min.
- 2020 : Compression Le Voyage vers Jupiter. 1 min.
- 2020 : Compression Les Aventures du Prince Ahmed de Lotte Reineger. 3 min.
- 2020 : Compression Le Songe d’un garçon de café d’Émile Cohl. 1 min.
- 2020 : Compression L’Automne du cœur de Léonce Perret. 1 min.
- 2020 : Compression Fièvre de Louis Delluc. 2 min.
- 2020 : Compression Le Mystère des roches de Kador de Léonce Perret. 2 min.
- 2020 : Compression Close-up de Abbas Kiarostami. 4 min.
- 2020 : Compression Souvenirs de la maison jaune de Joao César Monteiro. 5 min.
- 2020 : Les Ombres mystérieuses des fantômes disparus. 1 h y 5 min.
- 2020 : Boris Lehman à Toulouse (Carnet filmé : 29 de enero de 2020). 13 min.
- 2020 : La Vengeance du Temps (Carnet filmé : 10 de abril de 2020). 1 h y 15 min.
- 2020 : Compression Das Cabinet des Dr. Caligari de Robert Wiene. 3 min.
- 2020 : Compression A Dog’s life de Charlie Chaplin. 2 min.
- 2020 : Compression The Adventurer de Charlie Chaplin. 1 min.
- 2020 : Compression Vive la vie de garçon de Max Linder. 1 min.
- 2020 : Compression Max fait de la photo de Max Linder. 1 min.
- 2020 : Compression Barbe-Bleue de Georges Méliès. 1 min.
- 2020 : Compression Drat That Boy de Robert W. Paul. 1 min.
- 2020 : Compression Espagne d’Alice Guy. 1 min.
- 2020 : Compression Faust et Méphistophélès d’Alice Guy. 1 min.
- 2020 : Compression L’Émeute d’Alice Guy. 1 min.
- 2020 : Compression La Glu d’Alice Guy. 1 min.
- 2020 : Compression Ambiancé – The short Trailer d’Anders Weberg. 18 min.
- 2020 : Ignis. 1 h y 5 min.
- 2020 : Compression La Traversée de Lyon. 3 min.
- 2020 : Compression Les Deux Lyon. 3 min.
- 2020 : Compression Seulement Lyon. 3 min.
- 2020 : Compression Le Cœur de Lyon. 3 min.
- 2020 : Compression C’est Lyon. 3 min.
- 2020 : Compression Ici Lyon. 3 min.
- 2020 : Compression Une heure à Lyon. 3 min.
- 2020 : Compression La Ballade de Lyon. 3 min.
- 2020 : Compression Le Rendez-vous de Lyon. 3 min.
- 2020 : Compression La Vénus de l’or. 3 min.
- 2020 : Priay en juin (Carnet filmé : 24 de junio de 2020). 1 h y 14 min.
- 2020 : Ici, Paris (Carnet filmé : 11 de julio de 2020). 31 min.
- 2020 : Paris-sous-Bois (Carnet filmé : 12 de julio de 2020). 36 min.
- 2020 : C’est Paris (Carnet filmé : 13 de julio de 2020). 39 mn.
- 2020 : Les Cinématons et autres portraits filmés chez Anne Teyssèdre (Carnet filmé : 14 de julio de 2020). 31 min.
- 2020 : Le Soleil de Paris (Carnet filmé : 18 de julio de 2020). 31 min.
- 2020 : Priay du bas en haut (Carnet filmé : 15 de agosto de 2020). 33 min.
- 2020 : La Marche de Lyon (Carnet filmé : 17 de agosto de 2020). 1 h y 29 min.
- 2020 : Priay en août (Carnet filmé : 18 de agosto de 2020). 30 min.
- 2020 : Dérapages. 3 min.
- 2020 : L’Esclave du Temps (Carnet filmé : 2 de enero de 2020 – 20 de octubre de 2020). 1 h y 14 min.
- 2020 : Vacances dijonnaises (Carnet filmé : 29 de diciembre de 2020). 52 min.
- 2020 : La Valse de Dijon (Carnet filmé : 30 de diciembre de 2020). 1 h y 21 min.
- 2020 : MCMLXIX – MMXX Les Carnets filmés d'une vie. 30 min.
- 2021 : Compression Aquila nera de Riccardo Freda. 4 min.
- 2021 : Compression Empire (after Andy Warhol). 20 min.
- 2021 : À cheval sur le 21 (Carnet filmé : 22 de diciembre  de 2020 - 17 de enero de 2021). 1 h y 13 min.
- 2021 : Du côté de la Côte d'Or (Carnet filmé : 6 de febrero de 2021 - 11 de febrero de 2021). 1 h y 35 min.
- 2021 : Compression Sleep d'Andy Warhol. 13 min.
- 2021 : Nuit sans réveil (Carnet filmé : 2 de abril de 2021). 1 h y 23 mn.
- 2021 : Zindagi Ittefaq Hai kaléidoscopique. 5 mn.
- 2021 : Ho O, Suno To Jani, Ho O Meri Kahani kaléidoscopique. 4 mn.
- 2021 : Uljhan Suljhe Na Rasta Sujhe Na kaléidoscopique. 5 mn.
- 2021 : Bhali Bhali Si Ek Surat kaléidoscopique. 4 mn.
- 2021 : Ang Lag Jaa Balma kaléidoscopique. 5 mn.
- 2021 : Chehre Pe Kushi Chhaa Jaati Hai kaléidoscopique. 4 mn.
- 2021 : Aage Bhi Jaane Na Tu kaléidoscopique. 6 mn.
- 2021 : Kaise Murli Bajaye Ghanshyam kaléidoscopique. 5 mn.
- 2021 : Tu Tu Hai Wahi, Dil Ne Jise Apna Kaha kaléidoscopique. 7 mn.
- 2021 : Jeene Do Aur Jeeo kaléidoscopique. 4 mn.
- 2021 : Log Aurat Ko kaléidoscopique. 5 mn.
- 2021 : Ghunghroo Toot Gaye kaléidoscopique. 7 mn.
- 2021 : Pyar Hai Pyar kaléidoscopique. 5 mn.
- 2021 : Itni Jaldi Na Karo kaléidoscopique. 4 mn.
- 2021 : Jaane Jaan Dhoondta Phir Raha kaléidoscopique. 6 mn.
- 2021 : Les Rêves cinétiques d'un montreur d'ombres. 2 h y 08 mn.
- 2021 : Jusqu'au bout de Dijon (Carnet filmé : 7 de mayo de 2021). 37 mn.
- 2021 : La dolce città (Carnet filmé : 8 de mayo de 2021). 39 mn.
- 2021 : Je suis essentiel (Carnet filmé : 9 de mayo de 2021). 45 mn.
- 2021 : Le Château des Allymes (Carnet filmé : 6 de agosto de 2021). 39 min.
- 2021 : À la lyonnaise (Carnet filmé : 8 de agosto de 2021). 1 h y 25 min.
- 2021 : Le Tourbillon de Lyon (Carnet filmé : 8 de agosto de 2021). 1 h y 28 min.
- 2021 : Ergasterium Atomicum. 28 min.
- 2021 : Castellum Mediaevale. 10 min.
- 2021 : Lacus. 31 min.
- 2021 : Flumen. 4 min.
- 2021 : Pons. 31 min.
- 2021 : Imagine in oglinda. 4 min.
- 2021 : Ventus. 31 min.
- 2021 : Pluvia. 31 min.
- 2021 : Villagium. 1 h y 24 min.
- 2021 : Marcignacum (Carnet filmé : 3 de noviembre de 2021). 31 min.
- 2021 : Solitudes en ruine (Carnet filmé : 7 de noviembre de 2021). 32 min.
- 2021 : Complot de complaisance (Carnet filmé : 31 de octubre de 2021 - 7 de noviembre de 2021). 1 h y 18 min.
- 2021 : La Remise du grand Prix Morlock 2021 à Philippe Truffault. 10 min.
- 2021 : Les Malheurs d'Émile Cohl. 11 min.
- 2021 : Soleil mouillé (Carnet filmé : 23 de diciembre de 2021). 28 min.
- 2021 : La Marche de Dijon (Carnet filmé : 30 de diciembre de 2021). 1 h y 26 min.
- 2021 : Unique (Carnet filmé : 23 de octubre de 2021 - 31 de diciembre de 2021). 1 heure 43 minutes.
- 2022 : Les Malheurs de Luis Buñuel. 7 min.
- 2022 : Les Malheurs de Sergueï Paradjanov. 3 min.
- 2022 : Le Chemin de Burzet. 2 min.
- 2022 : Les Malheurs de Georges Méliès. 3 min.
- 2022 : Faites-moi plutôt ici mourir (Carnet filmé; 15 de abril de 2022). 1 h y 8 min.
- 2022 : Le Défilé du 1er mai 2022 à Paris. 37 min.
- 2022 : Compression Le Triporteur de Jack Pinoteau. 4 min.
- 2022 : Compression La Fin des Pyrénées de Jean-Pierre Lajournade. 3 min.
- 2022 : Compression Les Parapluies de Cherbourg de Jacques Demy. 4 min.
- 2022 : Compression Les Demoiselles de Rochefort de Jacques Demy. 5 min.
- 2022 : Compression Un chien andalou de Luis Buñuel. 1 min.
- 2022 : Compression Il bandito de Alberto Lattuada. 4 min.
- 2022 : Compression Anna de Alberto Lattuada. 4 min.
- 2022 : Compression Cristaux de Teo Hernandez. 3 min.
- 2022 : Garance fait son show (23 de mayo de 2022). 50 min.
- 2022 : Soirée estivale en Bugey (Carnet filmé : 5 de agosto de 2022). 12 min.
- 2022 : Lyon 2022 (Carnet filmé : 7 de agosto de 2022). 1 h y 18 min.
- 2022 : Le Départ de la 2ème étape Saint-Vulbas - Lagnieu du Tour de l'Ain 2022 (Carnet filmé : 10 de agosto de 2022). 1 h.
- 2022 : À dire vrai (Carnet filmé : 13 de agosto de 2022). 27 min.
- 2022 : De Philippe Dumas à Boris Moissard (Carnet filmé : 22 de agosto de 2022). 28 min.
- 2022 : Le Paradis normand de Philippe Dumas (Carnet filmé : 23 de agosto de 2022). 1 h y 5 min.
- 2022 : Les Choses vues de Philippe Dumas (Carnet filmé : 24 de agosto de 2022). 57 min.
- 2022 : Le Repaire normand de Boris Moissard (Carnet filmé : 25 de agosto de 2022). 31 min.
- 2022 : Philippe Dumas persiste et signe (Carnet filmé : 26 de agosto de 2022). 22 min.
- 2022 : Boris Moissard se met à table (Carnet filmé : 25 de agosto de 2022). 1 h y 13 min.
- 2022 : FIFIGROT et pataphysique (Carnet filmé : 21 de septiembre de 2022 - 22 de septiembre de 2022). 1 h y 17 min.
- 2022 : De Groland au FIFIGROT (Carnet filmé : 23 de septiembre de 2022 - 25 de septiembre de 2022). 1 h y 26 min.
- 2022 : Entr'acte, le retour... 100 ans après (Carnet filmé : 24 de septiembre de 2022). 1 h y 10 min.
- 2022 : Entr'acte, le retour... 100 ans après (version phanérothyme) (Carnet filmé : 24 de septiembre de 2022). 1 h y 10 min.
- 2022 : La Cérémonie de remise des prix du FIFIGROT 2022 (Carnet filmé : 25 de septiembre de 2022). 47 min.
- 2022 : Compression À la lyonnaise. 4 min.
- 2022 : Compression Lyon 2022. 3 min.
- 2022 : Les Funérailles d'Yvette Courant (25 de octubre de 2022). 36 min.
- 2022 : Le Cyclo-cross international de Dijon (1 de noviembre de 2022). 56 min.
- 2022 : Collégiales bourguignonnes (29 de octubre de 2022 - 2 de noviembre de 2022). 55 min.
- 2022 : Dijon, toujours (28 de diciembre de 2022). 1 h y 22 min.
- 2023 : Les Malheurs de Marc Allégret. 5 min.
- 2023 : Les Malheurs de Yvan Noé. 5 min.

## Filmografía como actor

### Roles en sus películas
- 1977 : Urgent ou à quoi bon exécuter des projets puisque le projet est en lui-même une jouissance suffisante
- 1977 : Cinématon n°0
- 1977 : Aurore collective
- 1978 : Le Contrebandier des profondeurs
- 1979 : Hérésie pour Magritte IV
- 1979 : Un sanglant symbole
- 1979 : Jardins clandestins
- 1981 : C'est Salonique
- 1981 : La Neige tremblait sur les arbres
- 1981 : Sponfull
- 1982 : Montagnes endormies
- 1983 : Printemps météore
- 1983 : Le Monde impatient
- 1983 : Genova Genova
- 1984 : La Marche du temps
- 1985 : Nuits transparentes
- 1985 : À propos de la Grèce
- 1985 : Portrait de groupe
- 1986 : Les Jours et les nuits
- 1987 : Le Passeur immobile
- 1987 : Les Aventures d'Eddie Turley
- 1987 : Cinématon n°1000
- 1988 : Cinématon n°1001
- 1988 : L'Artifice et le factice
- 1991 : Le Nouvel hiver
- 1992 : La Terre des vivants
- 1993 : Vie
- 1994 : le Passager solitaire
- 1995 : Itinéraires héréditaires
- 1995 : Le Passé retrouvé
- 1995 : Le Ciel écarlate
- 1996 : Olivier Dazat ou l'amour du vélo
- 1996 : Janine Anquetil la dame blonde
- 1996 : Chambéry-Les Arcs, une vélographie de Gérard Courant
- 1997 : Amours décolorées
- 1998 : Le Nouveau désert
- 1999 : Le Journal de Joseph M.
- 1999 : Derrière la nuit
- 2000 : Tout est brisé
- 2000 : Cinématon n°2000
- 2001 : 2000 Cinématons
- 2001 : Florence Loiret-Caille, Cinématon n°2013
- 2001 : Lucia Sanchez, Cinématon n°2014
- 2002 : Périssable paradis
- 2002 : Périssable paradis II (Notes pour un monde nouveau)
- 2002 : Zones césariennes
- 2003 : Car seuls les nouveaux dieux ont mordu la pomme de l'amour
- 2003 : 24 Passions
- 2004 : Délices lointains
- 2004 : Causerie d'un Martien en exil à Lyon
- 2007 : Jean-François Gallotte fait son cirque sur Zaléa TV
- 2007 : Alicudi 1 Bella
- 2007 : Alicudi 3 Lontana
- 2007 : Rituels
- 2008 : Alicudi
- 2008 : Un soir à Gennevilliers

### Roles bajo la dirección de otros directores
- 1978 : L'Été madrilène de Joseph Morder
- 1978 : Le Chien amoureux de Joseph Morder
- 1979 : Diary 1979 de Howard Guttenplan
- 1979 : Le Casanova de Chahine de Gabriel Chahine e Didier Couédic (película inacabada)
- 1979 : La Femme en vert de Joseph Morder
- 1980 : Mon tricot (Thanx to Wilma Schoen) de Jakobois
- 1980 : 30 films brefs de Teo Hernandez
- 1980 : Sexaphone de Stéphane Monclaire
- 1980 : Certains tombent en amour de Joseph Morder
- 1980 : Le Lapin rose de Joseph Morder
- 1980 : Super Eighties de François Vielfaure
- 1981 : Les Hasards de la rencontre de Pouchoux
- 1981 : Le Son de la pluie de Sabine Ullman
- 1981 : Le Lapin à deux têtes de Joseph Morder
- 1981 : Au petit suisse de Joseph Morder
- 1981 : Confessions d'un cinéaste de Vincent Tolédano
- 1981 : New Work de Marcel Hanoun (película inacabada)
- 1982 : Litan: la cité des spectres verts de Jean-Pierre Mocky
- 1983 : En voie d'exécution de Valérie Uttscheid
- 1984 : L'Affaire des divisions Morituri de F.J. Ossang
- 1984 : Un film (auto-portrait) de Marcel Hanoun
- 1984 : Portraits/Miroirs de María Klonári e Katerína Thomadáki
- 1985 : Hôtel du paradis de Jana Bokova
- 1985 : Supereight de Jo Comino
- 1985 : Drôle de festival de Jean-Pierre Mocky
- 1985 : Portraits de Roger Clown
- 1986 : L'Homme qui danse de Joseph Morder (película inacabada)
- 1986 : Joe from Maine de Dominique Laudijois e Pierre Laudijois
- 1986 : L'Année américaine de Dominique Laudijois e Pierre Laudijois
- 1987 : 4 aventures de Reinette et Mirabelle de Éric Rohmer
- 1987 : L'Éclair bleu de Dominique Laudijois e Pierre Laudijois
- 1988 : Otage de Marcel Hanoun
- 1992 : Parpaillon de Luc Moullet
- 1992 : Jean-Luc Godard et le Saint Graal de Stefan Sarazin, Bernd Reufels e Alaric Hamacher
- 1993 : Petit traité de chevalerie Morlock en vélocipède de Gérard Courant. Premio de interpretación Morlock en el Festival del cine independiente de Châteauroux 1993
- 1997 : Omelette de Rémi Lange
- 1997 : Portrait du cinéaste par un autre que lui-même de Denys Desjardins
- 1998 : La Gare de... de Joseph Morder
- 1998 : Le R.M.I., c'est la vie avec un point d'exclamation à la fin de Pierre Merejkowsky
- 1998 : Les parents n'aiment pas leurs enfants de Pierre Merejkowsky
- 2000 : Primitifs de Vanessa Filho
- 2000 : Ô Dé ! d'Éric Borg
- 2000 : Ils sont venus, ils sont là, Élisabeth et Simon saison 1 de Pierre Laudijois
- 2002 : Claude Jutra Portrait sur film de Paule Baillargeon
- 2003 : Attention danger travail de Pierre Carles
- 2003 : Lucy en miroir de Raphaël Bassan (voz en off)
- 2003 : Les Deux Lucy de Frédérique Devaux et Michel Amarger
- 2003 : Promenades champêtres de Dominik Lange
- 2004 : Le Calvaire du borgne de Marie Colin
- 2005 : Tentatives de se décrire de Boris Lehman
- 2006 : Sonnets de Maurico Hernandez
- 2008 : Pierre de Paul Lebourg
- 2008 : Ocaña, la memoria del sol  de Juan J. Moreno
- 2011 : 1 Minute pour Marcel Hanoun de François Grivelet et Kentaro Sudoh
- 2017 : Marcel Hanoun, caminando de Paola Melis
- 2017 : Diary 1988/2018 de Jackie Raynal

## Premios
- 1977 : Premio especial del jurado, Festival des Jeunes Auteurs, Belfort (France), para Urgent ou à quoi bon exécuter des projets puisque le projet est en lui-même une jouissance suffisante.
- 1978 : Premio Morlock, Festival Cinémarge, La Rochelle (France), para Rasage e Cinématon.
- 1978 : Premio Morlock, Festival de Namur (Belgique), para L'Âge doré.
- 1980 : Premio, Festival Cinéma en marge, París (France), para Aditya.
- 1981 : Premio especial, Festival du super 8, Thessalonique (Grèce), para Cœur bleu.
- 1984 : Bourse d'études, décerné par le Goethe Institut, Berlin-Ouest (République fédérale d'Allemagne).
- 1985 : Bourse Artiste Invité International, décerné par le Conseil des Arts du Canada, Montreal (Canadá).
- 1991 : Homenaje a Gérard Courant por la riqueza de sus investigaciones en busca de une nueva cinematográfica, Semana del Cine Expérimental, Madrid (Espańa).
- 1993 : Premio de interpretación Morlock, 7ème Festival du Cinéma Indépendant, Châteauroux (France), para Petit traité de chevalerie Morlock en vélocipède.
- 1993 : Premio Verdaguer, otorgado por la Académie française, pata Lire e Cinématon.
- 1994 : Premio Villa Médicis hors les murs, Moscou (Russie).
- 1996 : Premio especial por la totalidad de son obra, 10ème Festival du Cinéma Indépendant, Châteauroux (France).
- 2005 : Premio especial del jurado por la totalidad de su obra, primer Festival de Bagdad (Irak).

## Películas sobre las obras cinematográficas de Gérard Courant
- 1985 : Gérard Courant filme Cinématon de Teo Hernandez.
- 1985 : Wie Lange hält die Maske ? de Florian Hopf.
- 1985 : Gérard Courant à La Motte-Piquet de Nicolas Plateau.
- 1985 : Supereight de Jo Comino.
- 1986 : Cinématé de Dominique Laudijois.
- 1986 : L'école des beaux-arts de Bourges filme Gérard Courant de Gilles Martinez.
- 1986 : Nous aussi, Gérard Courant, nous avons fait un Cinématon de Pierre de Castillon e Sylvie Reymond-Lépine.
- 1988 : Deux ex cinémachina filme Gérard Courant de Deux ex cinemachina.
- 1988 : Courant Ultra-Violet de Jean-Marc Raynal.
- 1997 : Cinématon de Gérard Martin.
- 2002 : Cinématon de Jean-Claude Mocik.
- 2004 : Le Calvaire du borgne de Marie Collin.
- 2005 : Tentative de se décrire de Boris Lehman.
- 2005 : Gérard Courant tourne le Cinématon de Salim Kechiouche de Rémi Lange.
- 2006 : Spécial Cinématon de Jérôme Oliveira.
- 2008 : Gérard Courant ou l'art du Cinématon de Pierrick Moulins.
- 2009 : Impressions de Johanna Vaude.

## Obras de Gérard Courant
- 1982 : Werner Schroeter, Cinémathèque française e Goethe-Institut. Presentación de Werner Schroeter.
- 1983 : Philippe Garrel (entrevistas), Studio 43. Prefacio de Dominique Païni.
- 1989 : Cinématon, Henri Veyrier. Prefacio de Dominique Noguez.
- 2003 : Le Jardin des origines (poesía), Aumage. Prefacio de Louis Calaferte.
- 2006 : Baisers décolorés (poesía), Le Ver luisant.